# 東区 (名古屋市)
東区（ひがしく）は、名古屋市を構成する行政区16区のうちの一つである。1908年（明治41年）の区成立時の名古屋市において東部に位置した地域であったことからこの名がついた。

## 概要
東区に相当する地域の町づくりは江戸時代初期の清須越（1610年 - ）に端を発しており、名古屋城の城下町としての武家屋敷や寺町がその基である。明治に入り、名古屋市に区制が引かれた際に当時の市域の東側であったことから「名古屋市東区」が生まれ、その後周辺の町村を編入する一方で区域の一部を千種区・北区へと分離独立させながら現在に至っている。2012年時点で現存する日本の行政区名「○○市東区」の中では最も古い。
2012年時点での東区は名古屋市において位置的に都心部を構成する行政区であり、全域が市街地で区全体としては基本的に住宅地としての性格が強いが、中区の栄に近い東桜1丁目付近を中心に、区の南西部は主要企業の本社・支社が並ぶ商業地域となっている。東桜には有名なオアシス21や愛知芸術文化センターなどが位置している。北東部はかつては工業地区として各種の大規模工業施設があったが閉鎖が相次ぎ、商業施設等への転換が進んでいるものの一部の工業施設は残っており、工業地区としての側面を残している。区内には、江戸時代からの町の歴史を感じさせる徳川園、徳川美術館、建中寺や、明治以来の面影を残す白壁・主税（ちから）・橦木地区がある一方で、主に南西部を中心に現代的な施設や町並みも複数ある。
1987年9月に制定された東区のシンボルマークは東＝「EAST」のEをベースとしてデザインされており、区民の和と明るい未来を象徴するよう全体に丸みを帯びた意匠となっている。

## 地理
東区は東北東から西南西方向に細長い形状の区域を持つが、JR中央本線によって大きく東西の二つに分かれる。
地形・地質の面からは、東区区域の大部分が名古屋台地（熱田台地）の海成段丘上（熱田面）に位置するが、区域のうちJR中央本線の東側の部分を中心に名古屋台地から外れ、一段低い地域となっている。JR中央本線西側の地域は大曽根地区などを除いて名古屋台地上の地域といえる。またJR中央本線沿いの地域は矢田川の氾濫によるものと考えられる大曽根面の地層となっており、地質的には名古屋台地の熱田面を2つに分ける形となっている。
2010年時点での区域を全体としてみると大部分が商業地や、住宅街などの市街地であり、農地はほぼ存在しない。区の南西部には多数の企業が本社や名古屋地区における拠点を置いており、中区の隣接区域とともに広義の栄地区の一角を構成して、名古屋市の商業の中心の一つとなっている。区の北東部にはかつては三菱重工業名古屋発動機製作所・日本たばこ産業名古屋工場などがあり工業地区を形成していたが、昭和末期から平成にかけて閉鎖が相次ぎ大規模な工業施設は少なくなった。これら矢田南・大幸南地区には、工場跡地を利用してナゴヤドームや複合施設カルポート東（文化小劇場・図書館・スポーツセンター・市民ギャラリーが所在）などが建設され活用されている。また、守山区との境を流れる矢田川沿いの地域には、昭和50年代に建設された集合住宅群がある。区中央部の徳川町には徳川園、徳川美術館、蓬左文庫がある。また、この周辺およびやや南西寄りの白壁地区は市内有数の高級住宅街として地元財界人等が多く居住することで知られる。この白壁・主税（ちから）・橦木地区は武士屋敷の面影を残し、市の町並み保存地区に指定されている。
交通面では、JR中央本線と地下鉄名城線が交わる大曽根を基点として、名城線・名古屋ガイドウェイバスガイドウェイバス志段味線（ゆとりーとライン）が横断している。区南部を桜通・錦通が横断し、それぞれ地下鉄桜通線（桜通）・東山線（錦通）が通る。
名古屋市16区の中で人口密度が一番高い区であり、一番面積が小さい。中区と並び名古屋の都心を構成する行政区であり、長年ドーナツ化現象によって人口が減少していたが、近年になって大曽根駅周辺の再開発やマンションの建設ラッシュなどで再び人口が増え始めている。2010年国勢調査における東区の人口は73145人、世帯数は38598世帯であり、2005年国勢調査における人口68485人、世帯数33659世帯と比べてそれぞれ人口6.8%、世帯数14.7%の増加となっている。

### 地形

#### 河川
主な川
- 矢田川

#### 湖沼
主な湖
- 龍仙湖

#### 土地
台地
- 熱田台地
- 名古屋台地

### 人口
| 東区の人口の推移 \| 2000年（平成12年） \| 65,783人 \| \| \| 2005年（平成17年） \| 68,485人 \| \| \| 2010年（平成22年） \| 73,145人 \| \| \| 2015年（平成27年） \| 78,150人 \| \| \| 2020年（令和2年） \| 84,145人 \| \| |          |  |
| 総務省統計局 国勢調査より |          |  |
| 2000年（平成12年） | 65,783人 |  |
| 2005年（平成17年） | 68,485人 |  |
| 2010年（平成22年） | 73,145人 |  |
| 2015年（平成27年） | 78,150人 |  |
| 2020年（令和2年） | 84,145人 |  |

### 隣接行政区
- 中区（東区の南 - 西方向）
- 北区（同北西 - 北方向）
- 守山区（同北 - 北東方向）
- 千種区（同東 - 南方向）

## 歴史

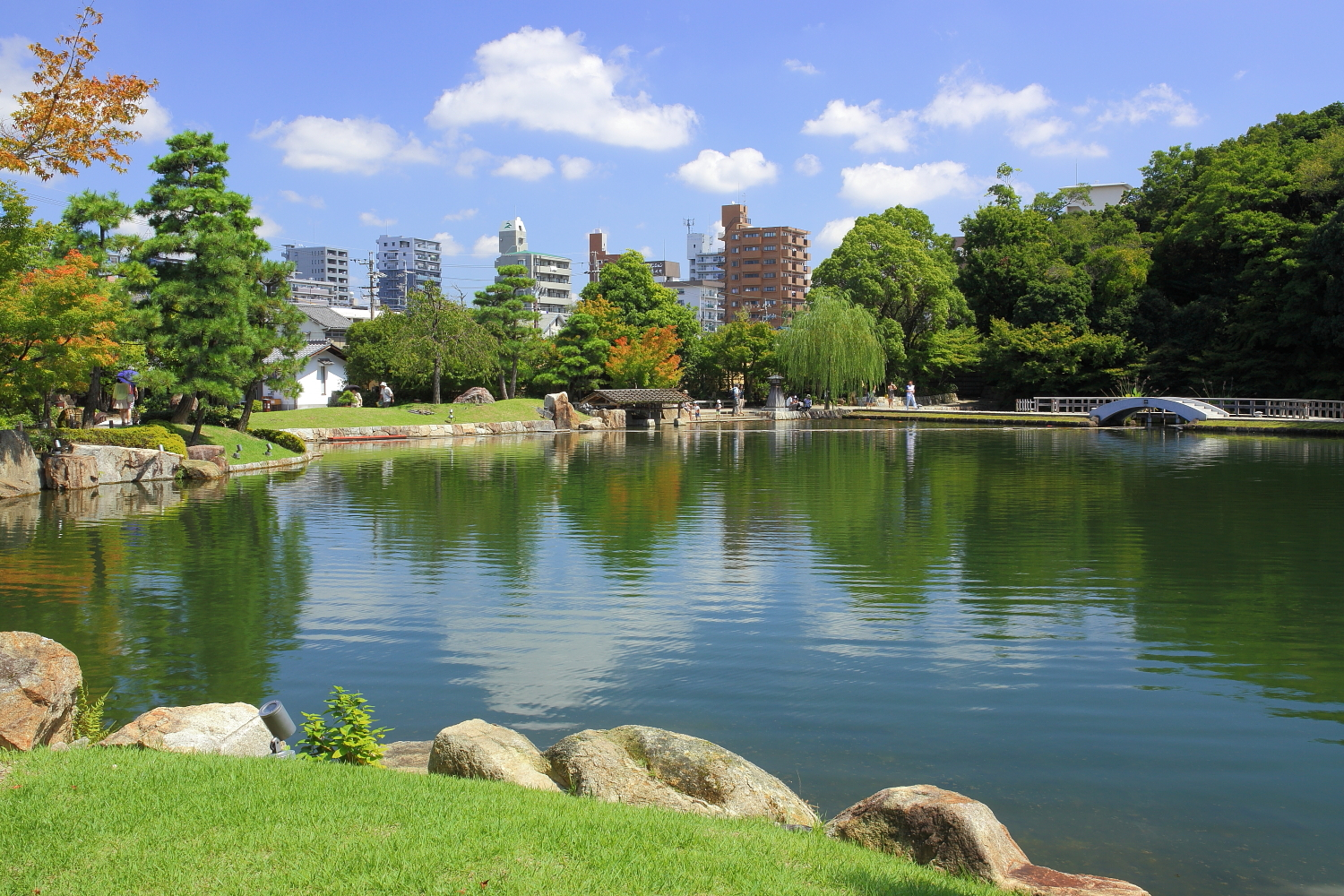
徳川園

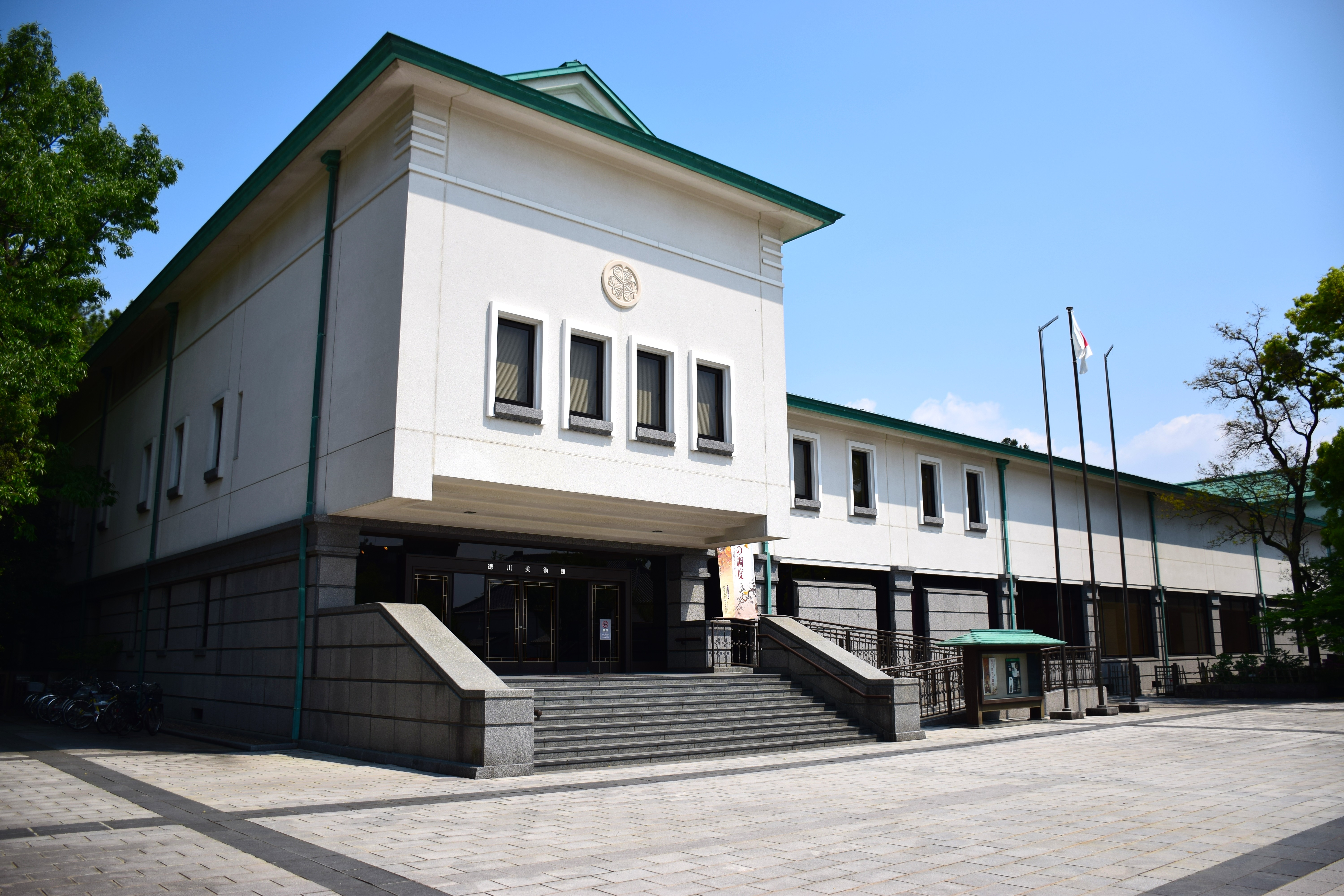
徳川美術館

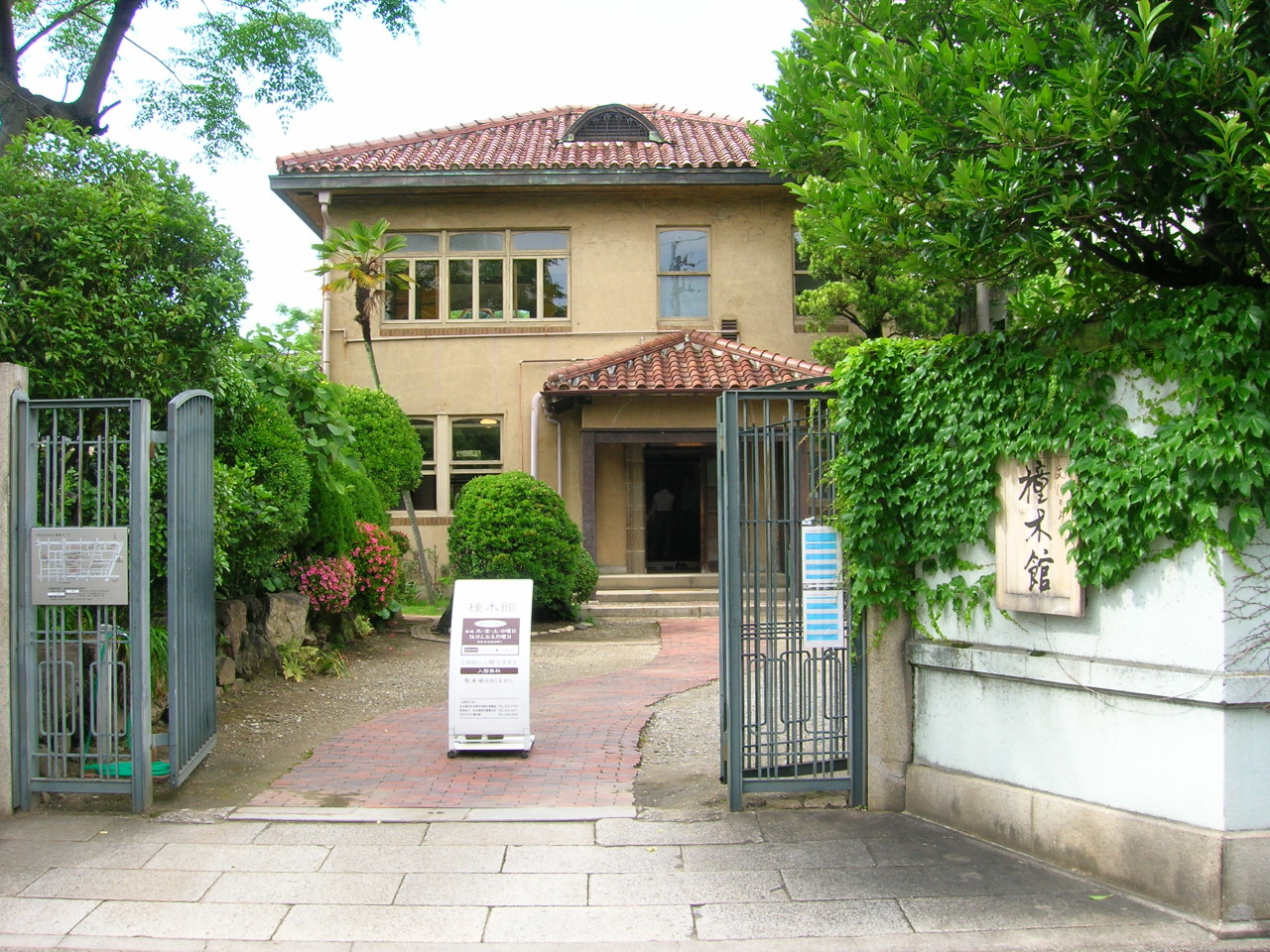
文化のみち撞木館（町並み保存地区）

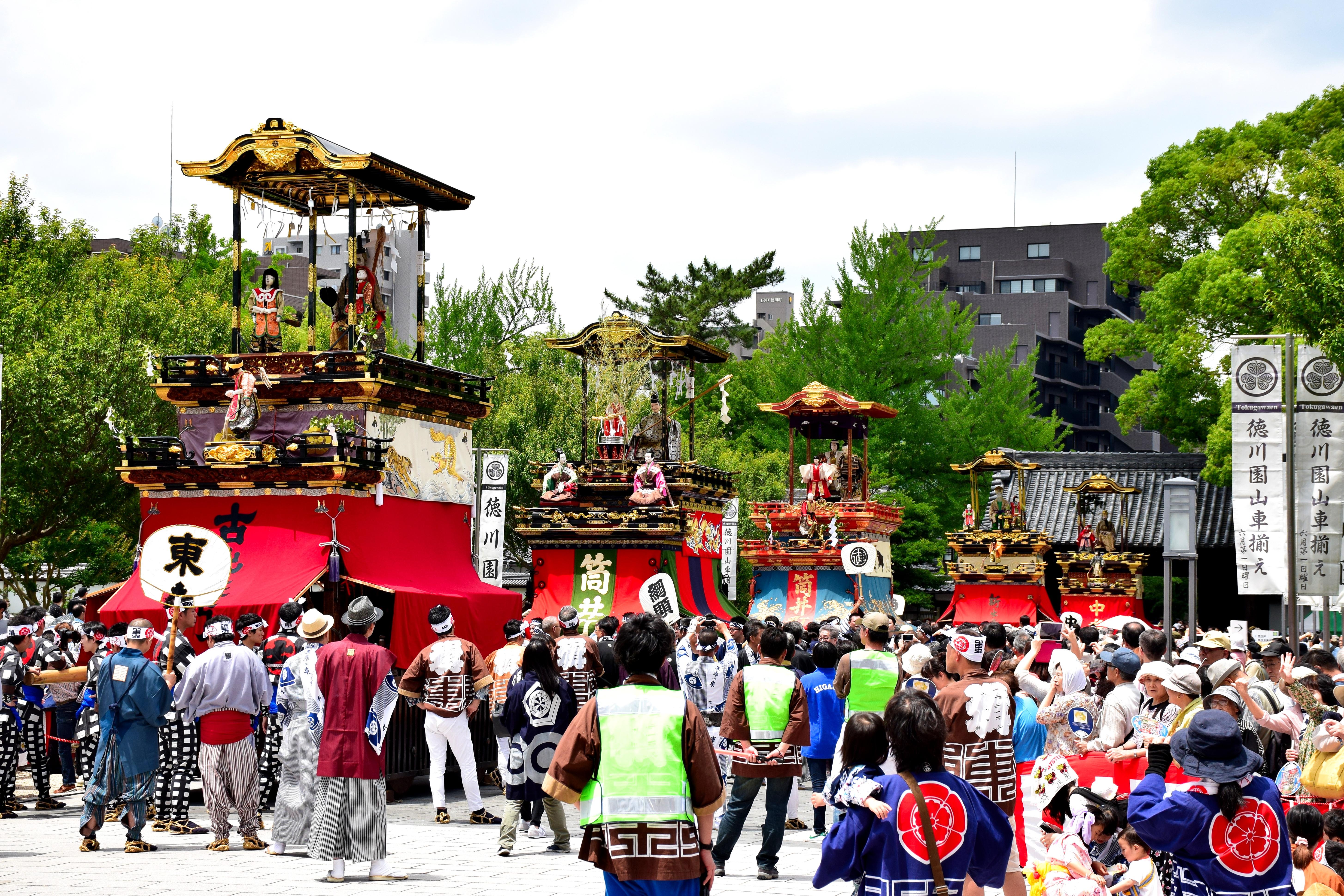
筒井町出来町天王祭

以下、『なごやの町名』・『東区史』を主な出典として記述する。なお本節中で単に「現在」との記述がなされた場合は、別途個別に時点を指定した場合を除き2012年時点を指す。
東区は名古屋台地と呼ばれる海抜20m弱程度の台地の北端に区域の大部分が位置しており、区内では縄文期のものと見られる貝塚や弥生期のものと見られる土器が発見されている。
江戸時代前までは基本的に寂しい農村といった感の地域であった当地域において、本格的な町づくりが始まったのは徳川家康による名古屋城築城の命に伴う清須城下からの藩士や寺社・町家などの移転である清須越が1610年（慶長15年）に開始されてからである。清須越により名古屋台地の北西部縁辺に名古屋城が築城され、名古屋城からみて東 - 南方向に城下町が形成された。このうち現在の東区地域は名古屋城から見て東に位置することとなる。名古屋城築城以降、現在の白壁・代官町・黒門町・百人町などの武家屋敷が並んだ町、あるいは善光寺街道（現在の国道19号）や木曽街道（現在の国道41号）沿いの岐阜・長野方面への街道筋の町として発展していった。その当時は現在の東区北東部である大曽根・矢田・大幸といった地域は農村地帯として名古屋城城下への農産物供給地だったと考えられている。
「名古屋市東区」の誕生は1908年（明治41年）4月1日であり、名古屋市における区制施行により生まれた4区のうちの一つである。当時の名古屋市における東部地域であったことからこの区名がつけられた。1921年（大正10年）には千種町・東山村・清水町・杉村・六郷村が東区に編入され、区の面積も29.5km2と現在の約4倍となったが、その後人口の急増などにより処理すべき事務量が増え区役所での事務取扱に大きな支障が出るようになってきたことから、1937年（昭和12年）には千種区が、1944年（昭和19年）には北区がそれぞれ分離されている。太平洋戦争時後期 - 末期においては名古屋大空襲など度重なる空襲により、航空機など軍需品の生産工場施設があった矢田・大幸地域および名古屋市都心部である東桜・葵地域を中心に甚大な被害を受けた。
戦後、1946年（昭和21年）の学区再編成で六郷学区が北区に編入されたことにより東区の区域はほぼ現在の形となり、その後名古屋市における住居表示実施などにより周辺行政区との間で一部町域の移動を経ながら現在に至っている。1987年（昭和62年）には区のシンボルマークが制定された。また、2008年（平成20年）には区制施行100周年を迎え、各種の記念式典や行事が開催された。
町の歩みを示すものとして、東区内には徳川園・徳川美術館・逢左文庫・建中寺といった江戸時代の尾張藩（尾張徳川家）にまでそのルーツを遡れるものや城下町の面影を残す「町並み保存地区」（白壁四丁目・主税町・撞木町の一部）もある一方で、名古屋市内でも屈指の商業地域の一角を占める区南東部を中心に愛知芸術文化センター・オアシス21・ナゴヤドームといった現代的な施設もある。また、JR中央本線の東側には大規模な工業施設もあり、太平洋戦争時ほどではないが工業地区としての側面が現在も残っている。
区内には現在筒井・出来町地区に計5両の山車があり、そのうちの4両（神皇車・湯取車・鹿子神車・河水車）は市の有形民俗文化財に指定され、戦後作られた（戦災で失われたものを復元した）王羲之車は山車を引くと演奏される囃子が市の無形民俗文化財に指定されている。毎年6月第1土曜日・日曜日に行われる筒井町出来町天王祭では、これらの山車がそれぞれの町内を練り歩くほか、徳川園が整備後再開園した翌年の2006年からは、徳川園内広場に5両の山車が揃う「徳川園山車揃え」が行われている。

### 沿革
- 1908年（明治41年） 4月1日、名古屋市に区制が引かれ東区が成立する。
- 1911年（明治44年） 国鉄（現：JR東海）中央本線大曽根駅が開業する[注 13]。
- 1915年（大正04年） 瀬戸電気鉄道（現：名鉄瀬戸線）の延伸により森下駅が開業する。
- 1921年（大正10年） 愛知郡千種町・東山村、西春日井郡清水町・杉村・六郷村を編入する。
- 1937年（昭和12年） 旧千種町・東山村地域を中心に区の東半分を千種区に分離する。
- 1944年（昭和19年） 旧清水町・杉村地域を中心に区の北部を北区に分離する。
- 1945年（昭和20年） 3月12日・3月19日の名古屋大空襲を始めとする度重なる空襲により区域に甚大な被害を受ける。
- 1946年（昭和21年） 旧六郷村を中心とした六郷学区地域を北区に移す。
- 1960年（昭和35年） 地下鉄東山線の延伸により新栄町駅・千種駅が開業する。
- 1969年（昭和44年） 地下鉄名城線の延伸により地下鉄大曽根駅が開業する。
- 1976年（昭和51年） 東区内にて住居表示が初めて実施（1月18日付）され、東桜・泉・葵・代官町などの町丁が設置される。
- 1978年（昭和53年） 名鉄瀬戸線の栄乗り入れにより栄町駅が開業する。
- 1987年（昭和62年） 東区のシンボルマーク制定。
- 1989年（平成元年） 地下鉄桜通線開業により高岳駅・車道駅が開業する。
- 2000年（平成12年） 地下鉄名城線の延伸[注 14]によりナゴヤドーム前矢田駅・砂田橋駅が開業する。
- 2001年（平成13年） 名古屋ガイドウェイバスガイドウェイバス志段味線大曽根駅・ナゴヤドーム前矢田駅・砂田橋駅が開業する。
- 2008年（平成20年） 区制施行100周年を迎え、各種式典や記念行事が行われる。

## 政治

### 行政

#### 役所
区役所
- 名古屋市東区役所（東区筒井1丁目7-74）

保健所
- 名古屋東保健センター

## 国家機関

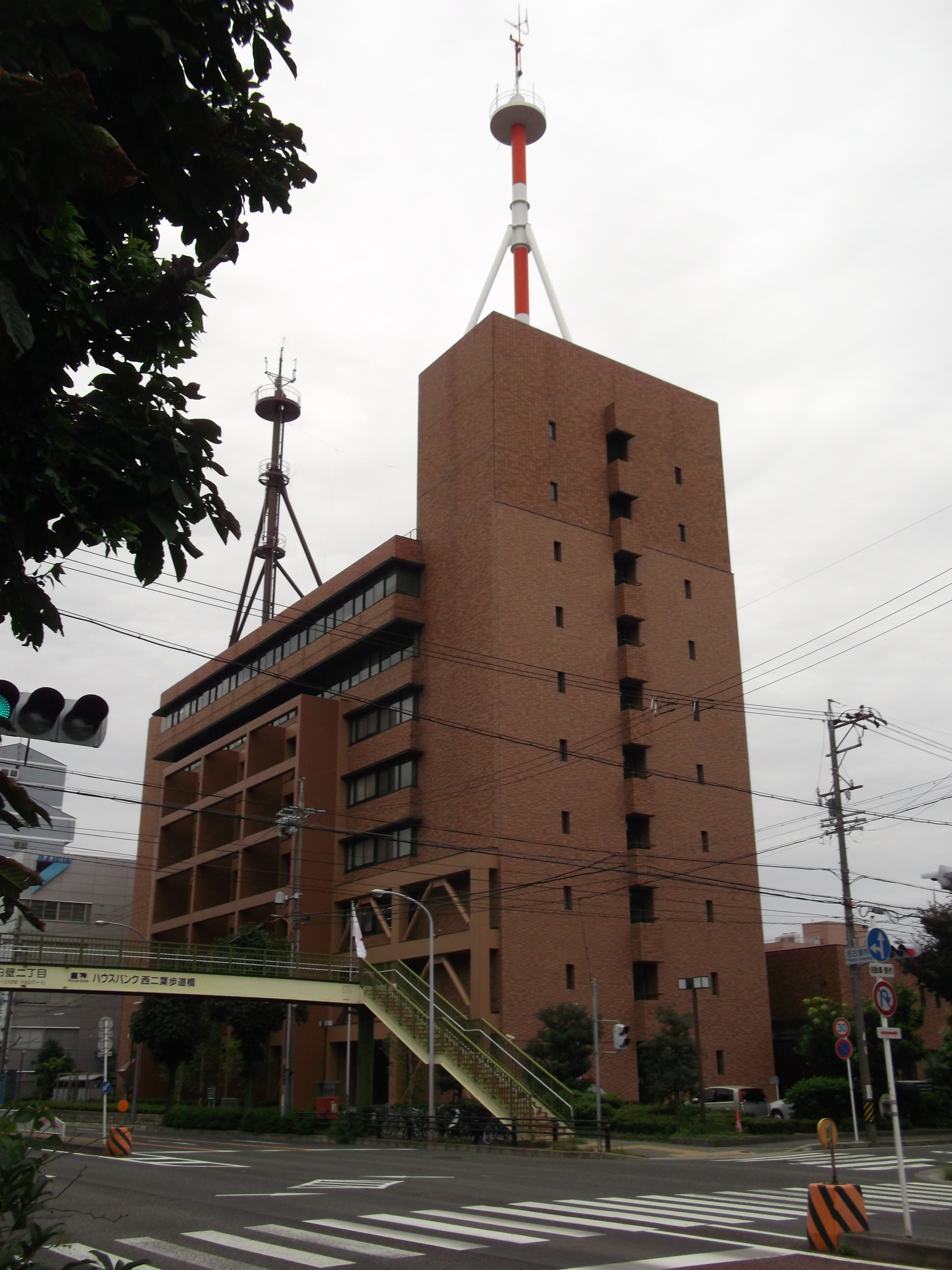
名古屋合同庁舎三号館

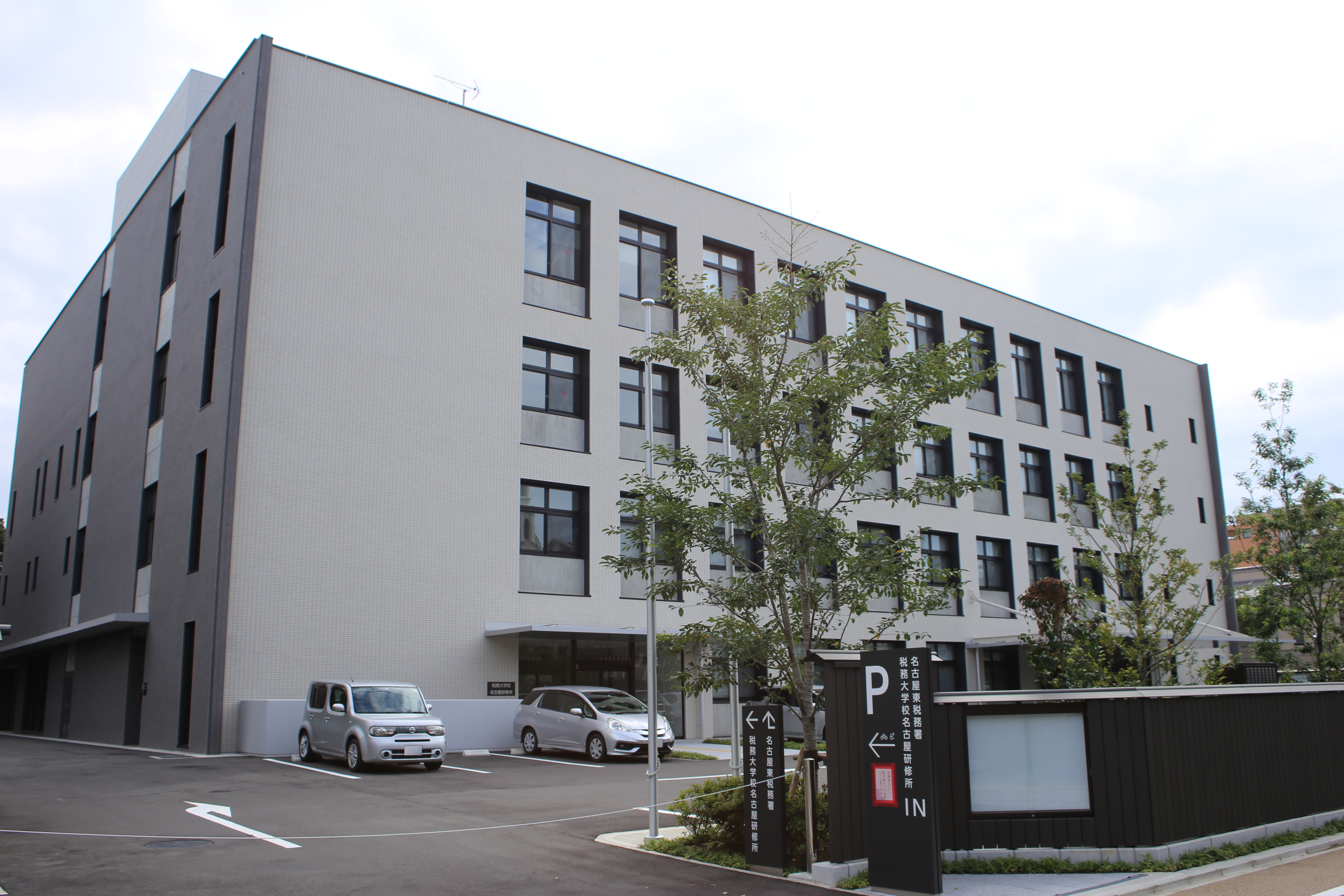
名古屋東税務署
税務大学名古屋研修所

### 厚生労働省
- 東海北陸厚生局
- 愛知労働局
  - 名古屋北労働基準監督署
  - 名古屋東公共職業安定所

日本年金機構
- 大曽根年金事務所

### 国土交通省
- 中部地方整備局中部技術事務所

### 財務省
国税庁
- 名古屋国税局名古屋東税務署

### 総務省
- 東海総合通信局

### 法務省
- 名古屋矯正管区
  - 名古屋拘置所

## 施設
| 愛知県東警察署 |  | 名古屋市東消防署 |
| 愛知県東警察署 |  | 名古屋市東消防署 |

| AOI名古屋病院 |  | 名古屋東郵便局 |
| AOI名古屋病院 |  | 名古屋東郵便局 |

| 愛知芸術文化センター |  | 名古屋市東生涯学習センター |
| 愛知芸術文化センター |  | 名古屋市東生涯学習センター |

| カルポート東（名古屋市東図書館･名古屋市東文化小劇場･名古屋市東スポーツセンター） |  | ナゴヤドーム |
| カルポート東（名古屋市東図書館･名古屋市東文化小劇場･名古屋市東スポーツセンター） |  | ナゴヤドーム |

### 警察
警察署
- 愛知県東警察署

交番
- 矢田交番（矢田4丁目）
- 大幸交番（大幸4丁目）
- 旭ヶ丘交番（新出来2丁目）
- 赤萩交番（筒井3丁目）
- 東桜交番（泉1丁目）
- 山吹交番（白壁1丁目）

### 消防
消防署
- 名古屋市東消防署

出張所
- 富士塚（東区泉1-9-24）
- 矢田（東区矢田南4-2-1）

### 医療
主な病院
- AOI名古屋病院（旧・名古屋逓信病院）

### 郵便局
主な郵便局
- 名古屋東郵便局

### 図書館
主な図書館
- 名古屋市東図書館
- 蓬左文庫

### 文化施設
- 愛知芸術文化センター
- 名古屋市芸術創造センター
- 名古屋市東文化小劇場
- 名古屋市東生涯学習センター
- 名演小劇場
- 徳川美術館
- ホーユーヘアカラーミュージアム
- 堀美術館
- ヤマザキマザック美術館
- 森村記念館
- 横山美術館
- 楽只美術館

### 運動施設
- ナゴヤドーム（バンテリンドーム ナゴヤ）
- 名古屋市東スポーツセンター

### その他の公共施設
- 愛知県女性総合センター
- 名古屋陶磁器会館

## 対外関係

### 国際機関

#### 領事館
総領事館
- 在名古屋中華人民共和国総領事館

名誉領事館
- 在名古屋カンボジア王国名誉領事館
- 在名古屋スウェーデン王国名誉領事館
- 在名古屋ドイツ連邦共和国名誉領事館

## 経済

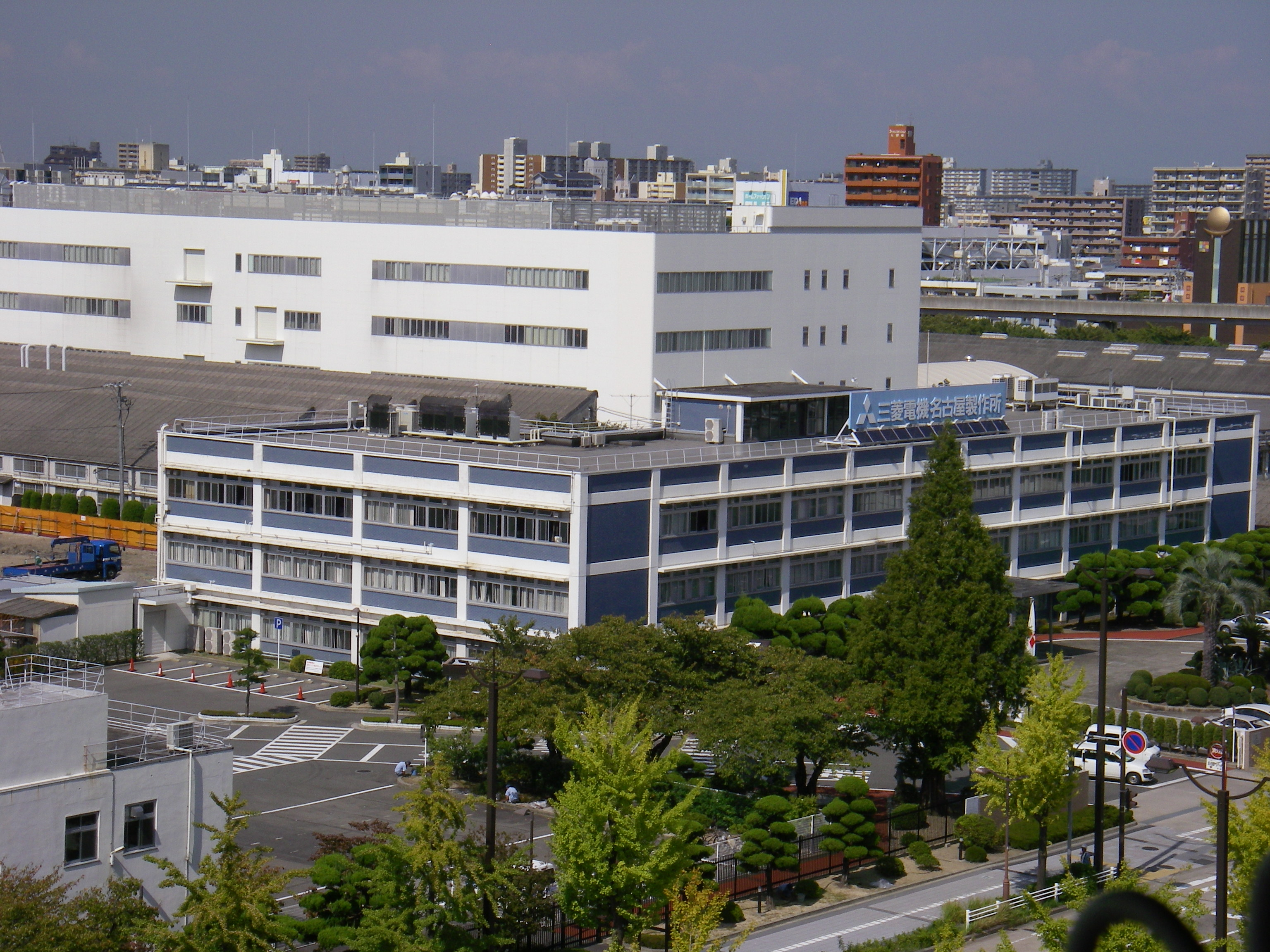
三菱電機名古屋製作所

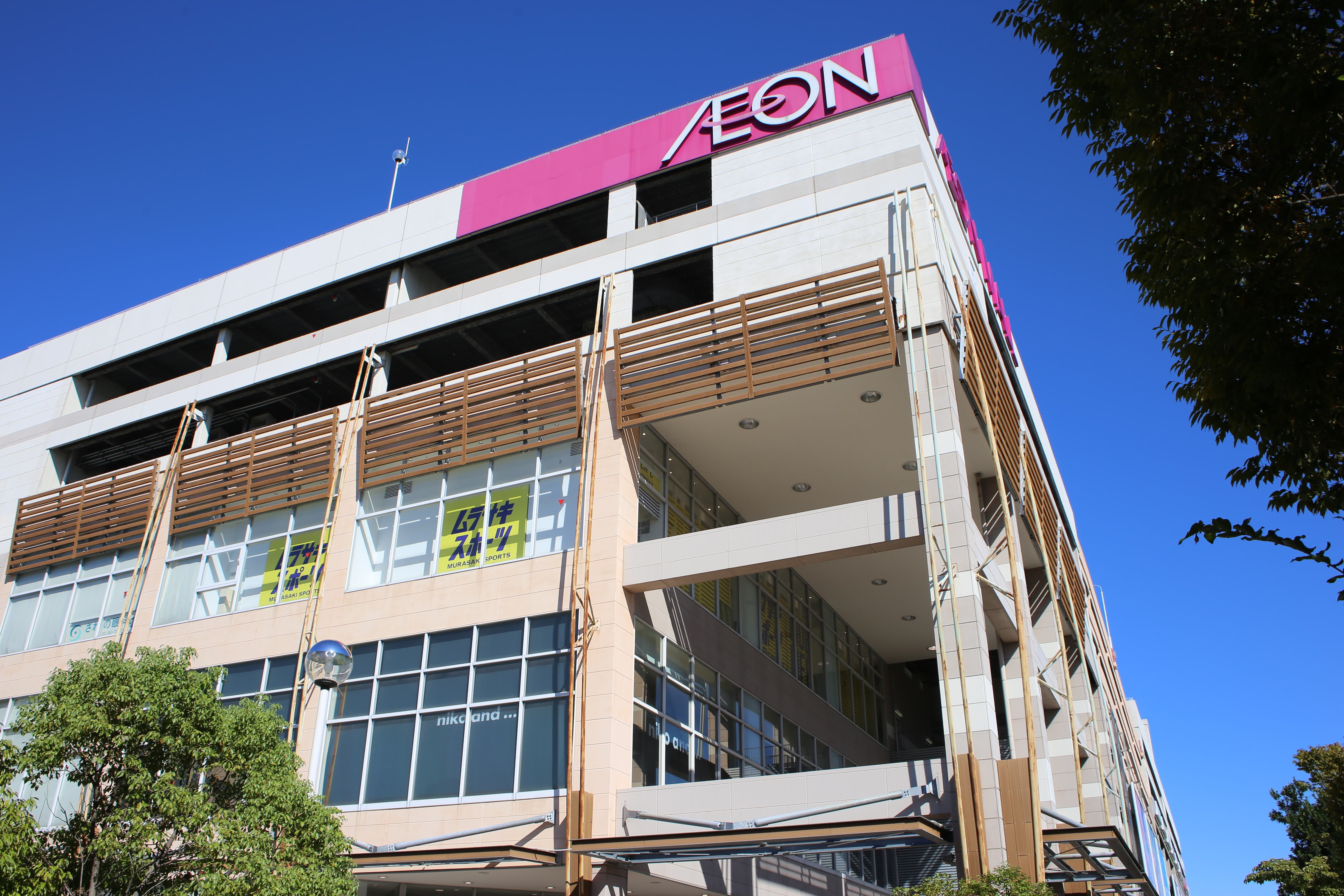
イオンモールナゴヤドーム前

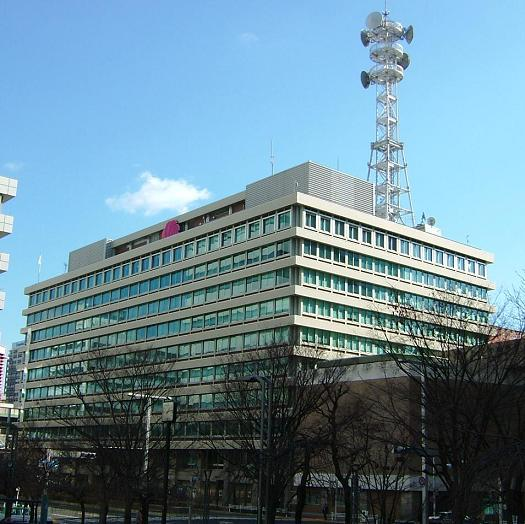
中部電力本店

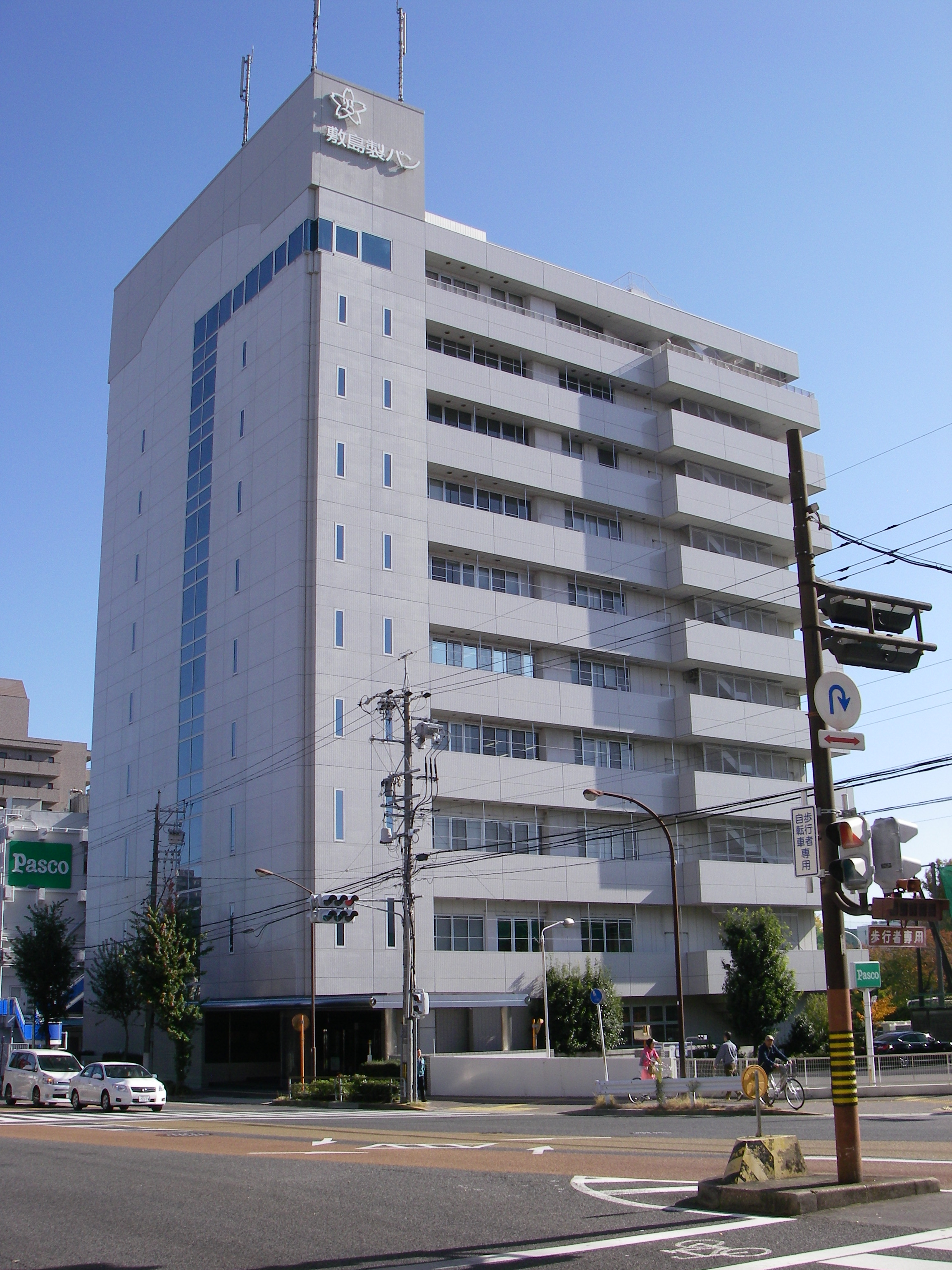
敷島製パン本社

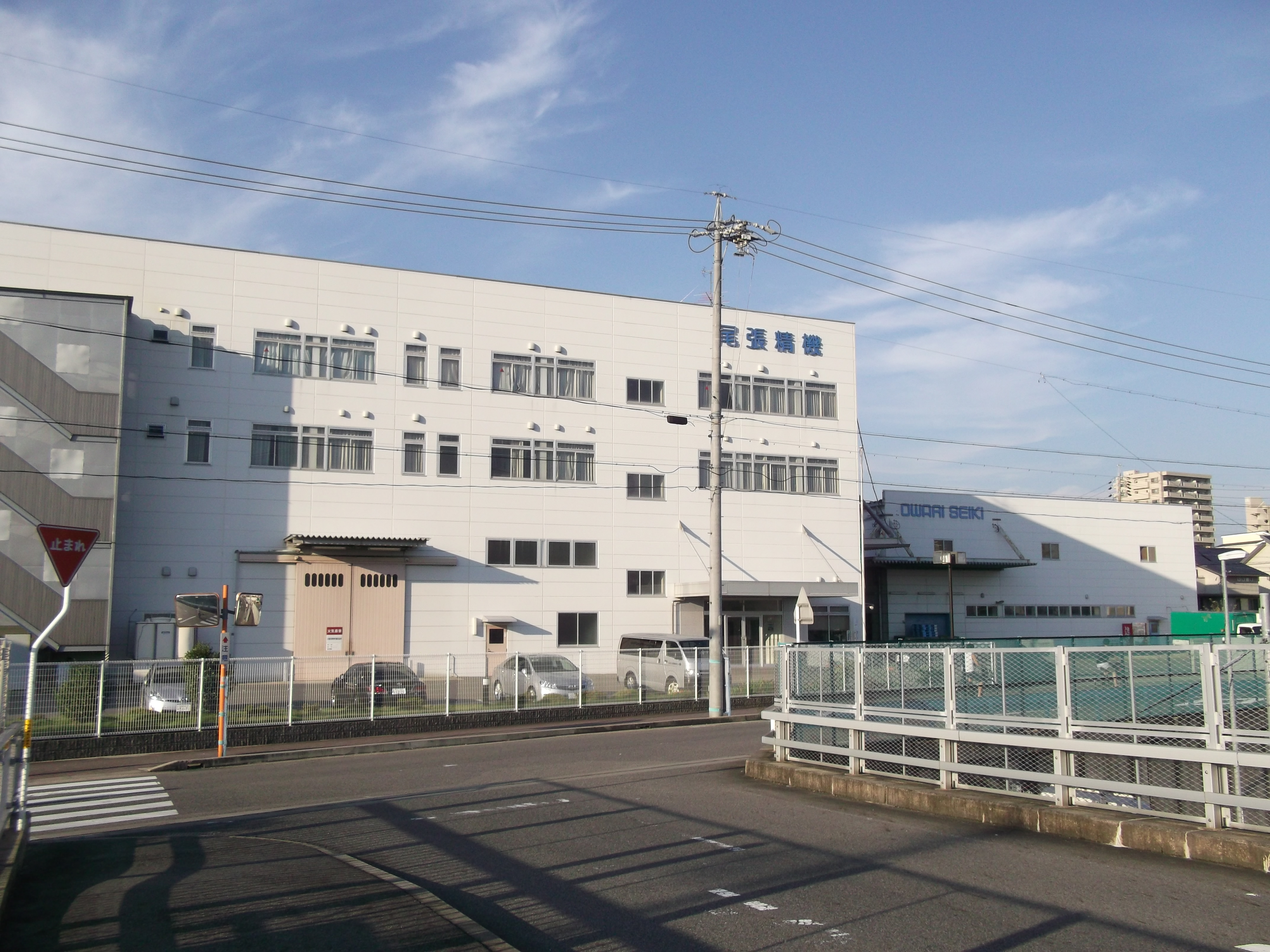
尾張精機本社

以下『産業の名古屋2007』を主な出典として記述する。
東区が属する名古屋市は日本の3大経済圏の一つである名古屋圏の中核である。名古屋圏を全国対比の経済指標でみると、全国のおよそ1割を占める経済圏であると位置づけることができる。名古屋圏の経済指標のうち対全国比10％を大きく上回るものは第二次産業圏内総生産13.9％、製造品出荷額等18.2％、輸出額21.7％など製造業に関わるものが挙げられ、全国有数のものづくり産業の集積地であると位置づけられるが、名古屋圏における名古屋市で見た場合、製造業が占めるウェイトは大きくなく、むしろ名古屋圏において商業・サービス業部門を担っている都市というポジションとなる。
東区には農地はほぼ存在しないと言ってよい状態であり、また名古屋市の内陸部に位置するため、農業・水産業などの第一次産業については特に触れるべき事項はない。
第二次産業の中心となる製造業については、製造品出荷額等の区分第1位業種が電気機器となっており、東区の製造品出荷額等の実に70.9％を占めている。
第三次産業のうち卸売業については、年間販売額が名古屋市の行政区16区のうちで中区（全市に占める割合28.4％）、中村区（同27.3％）に次ぐ市内第3位（同12.2％）となっている。小売業について事業所密度を比較してみると、平方km当たり事業所数が120.2事業所と、中区の331.8事業所／km2、中村区の127.2事業所／km2に次ぐ値を示しており、小売業事業所の集積密度は高いとみることができる。また、昼夜間人口比率でも東区は170.9％と全国市町村順位（常住人口5000人以上）で全国24位に位置づけられ、名古屋市の行政区でも昼夜間人口比率で100％を下回る区があることも考えると、名古屋市内においても産業面で求心力を持つ区であると言える。
以上から、東区は名古屋市において第二次産業・第三次産業両面で一定の存在感を占めていると考えられる。第二次産業については、臨海部の港区・南区などと比較すると各指標値で見劣りするものの、当区が名古屋市でも中心部に位置することを考えると、中区・中村区といった同じく中心部に位置する区と比較すれば優位に立っている。その反面で中区・中村区には第三次産業では一歩譲る形となっているが、それでも行政区16区の中では第3位に入っている。これは、従来からの東区における構図である北東部の工業地帯、南西部の商業地域という形での区内での住み分けが、大規模工場の移転により崩れつつあるとはいえまだ機能していると見ることもできる。
このことを反映して、上場企業などで東区内に本社を置く企業も区南西部の商業地域を中心に少なからず存在する。

### 工業
主な工場施設
- 三菱電機名古屋製作所（矢田南五丁目）

JR大曽根駅の東側に位置し、敷地面積306000m2は東区全体の面積7.7km2の約4%を占める。
敷地内には名古屋ダイヤモンドドルフィンズ・三菱電機コアラーズの本拠地も置かれている。
- 尾張精機本社工場（矢田三丁目）
- 敷島製パン名古屋工場（白壁五丁目）

### 商業
東区の繁華街の多くは、区境に位置している。
主な繁華街
- 葵
- 大曽根 - 名古屋市の北部副都心
- 東新町
- 東片端
- 東桜-中区錦3丁目・栄4丁目に隣接
- 矢田

主な商店街
- OZモール
- オゾンアベニュー
- 矢田商店街

主な商業施設
- イオンモールナゴヤドーム前

### 本社を置く企業
上場企業
- 矢作建設工業（建設業）
- 尾張精機（輸送用機器）
- 大同特殊鋼（鉄鋼業）
- 中部電力（電気・ガス業）

- 萩原電気ホールディングス（卸売業）
- ケイティケイ（卸売業）
- SYSホールディングス（情報・通信業）

資本金10億円以上の企業
上場企業を除く資本金10億円以上の企業は以下のとおりである。
- オークローンマーケティング（小売業）
- コメダ（小売業）
- 三和化学研究所（医薬品業）
- トヨタホーム（建設業）

- 敷島製パン（食料品業）
- 玉野総合コンサルタント（サービス業）
- 東海テレビ放送（マスコミ業）

- 中電シーティーアイ（情報・通信業）

その他有名な企業
- コーミ（食料品業）
- 東海ラジオ放送（マスコミ業）
- ナゴヤドーム（サービス業）
- ホーユー（医薬品業）

## 教育

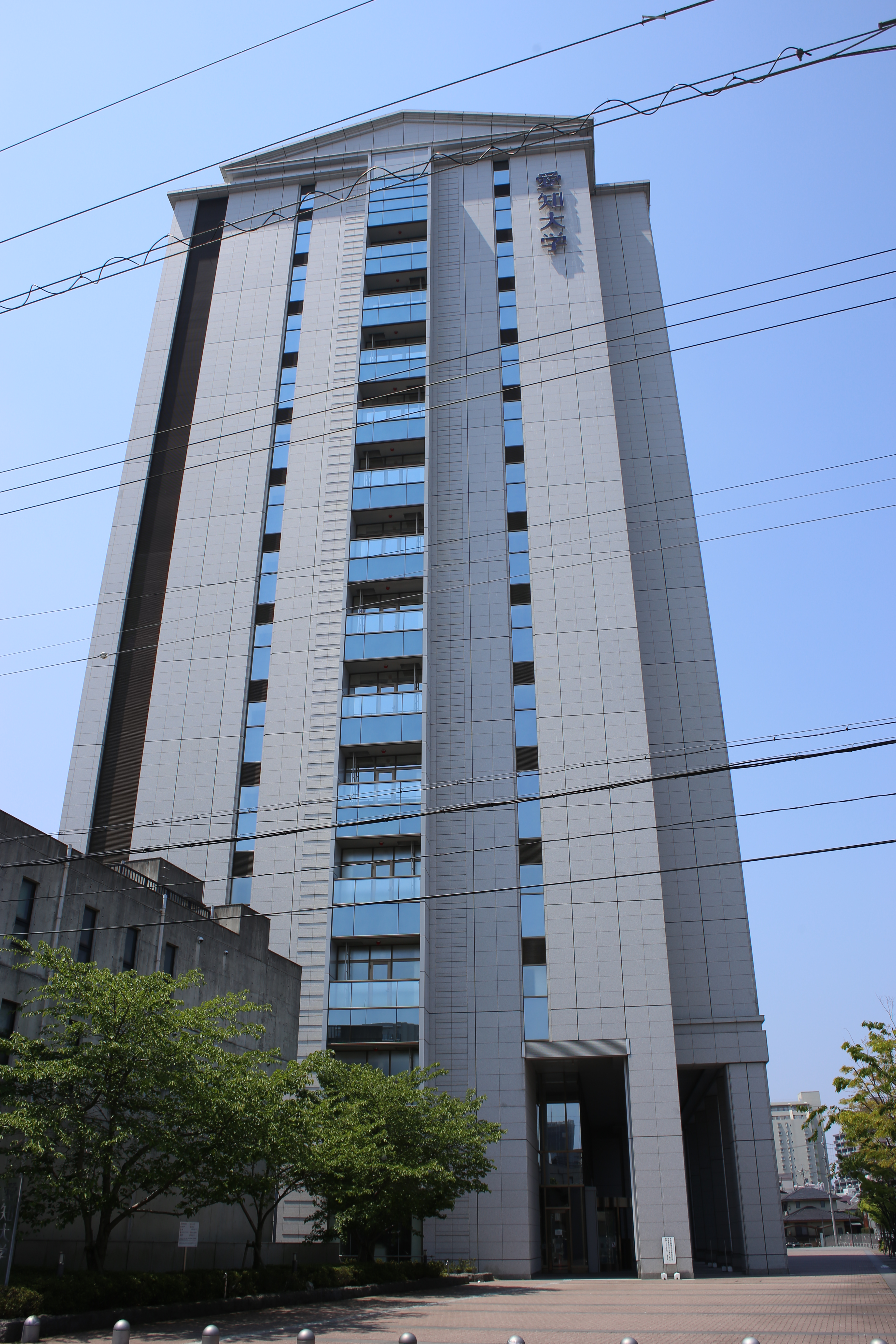
愛知大学車道キャンパス

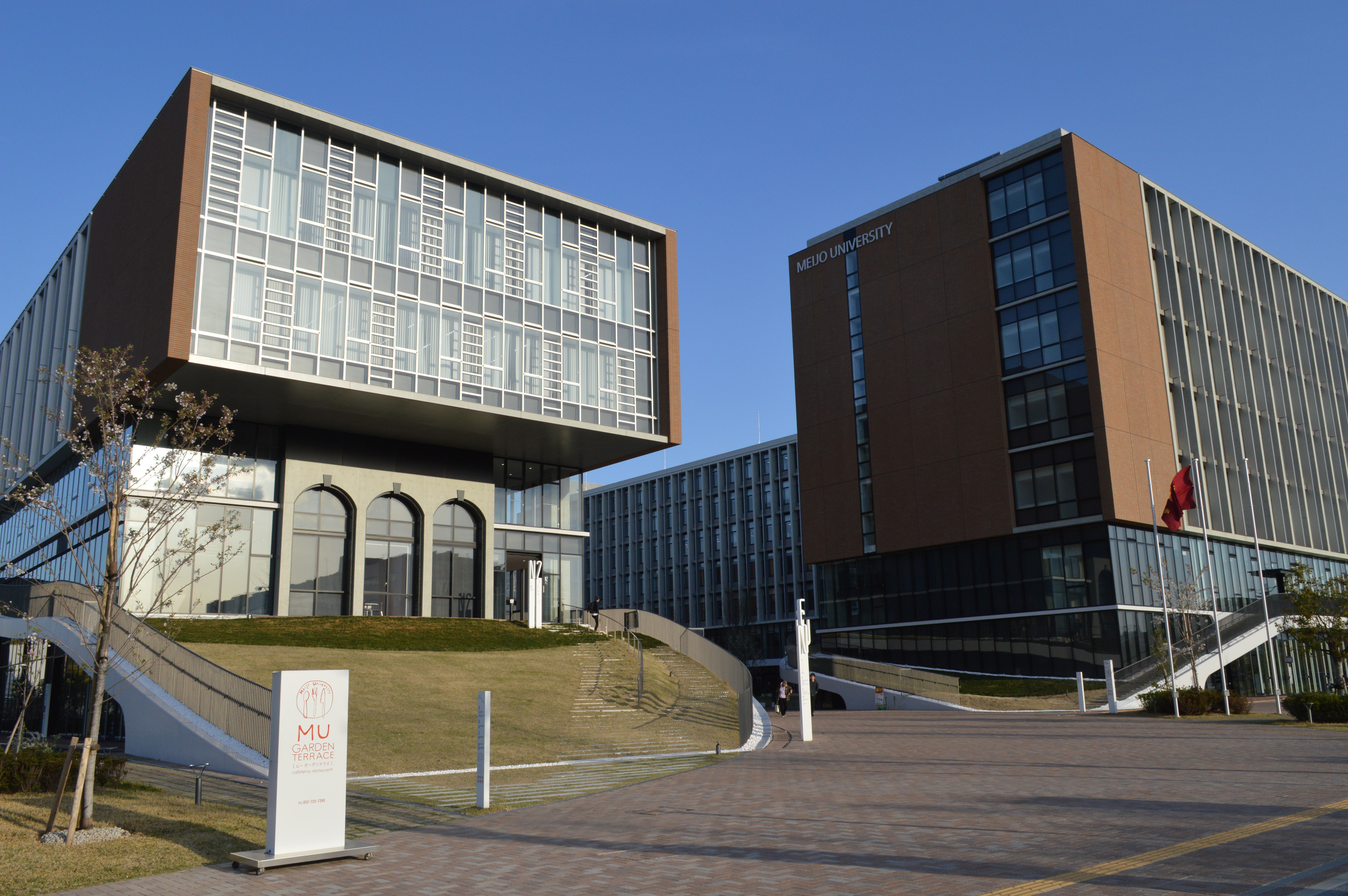
名城大学ナゴヤドーム前キャンパス

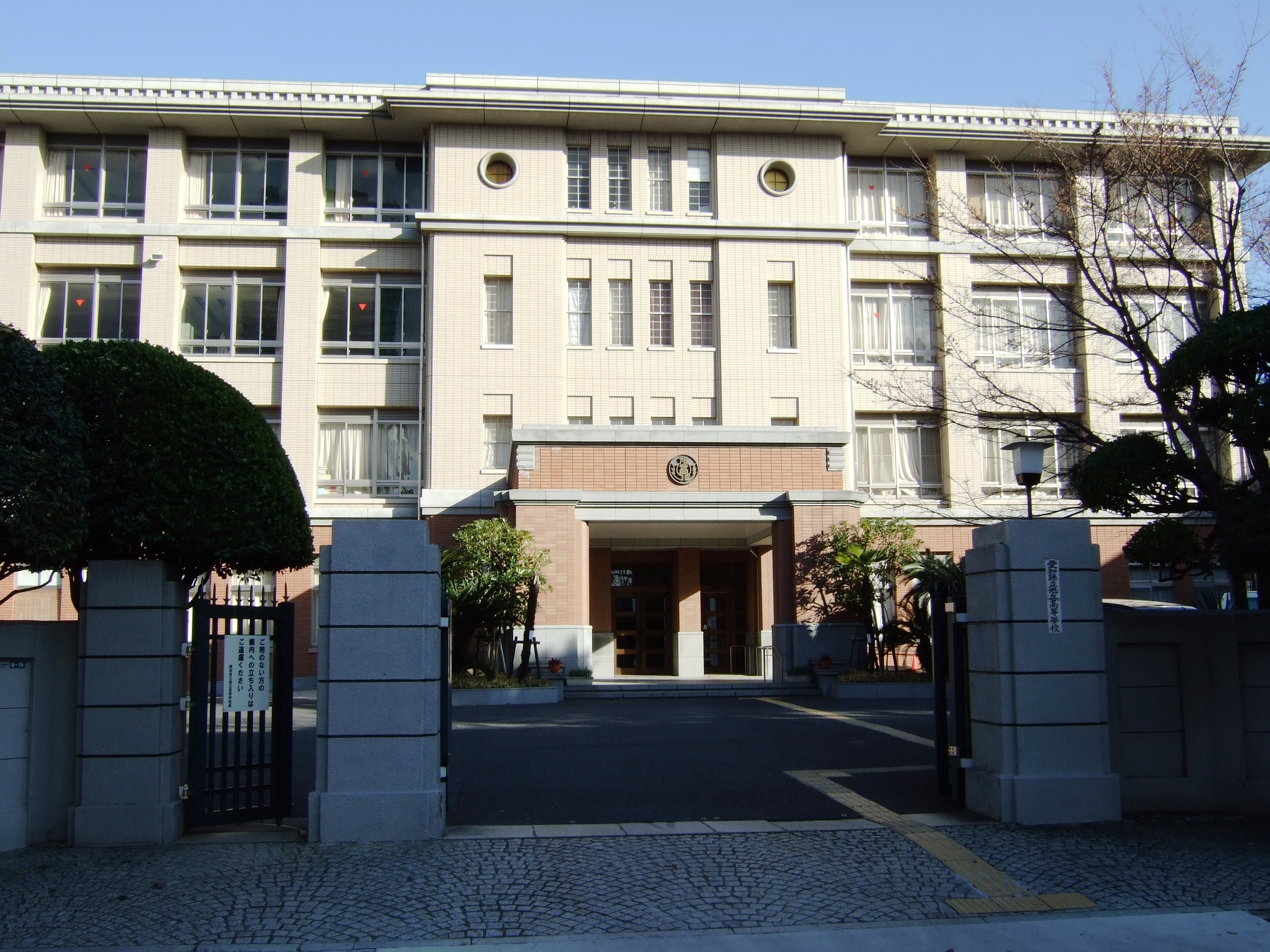
愛知県立旭丘高等学校

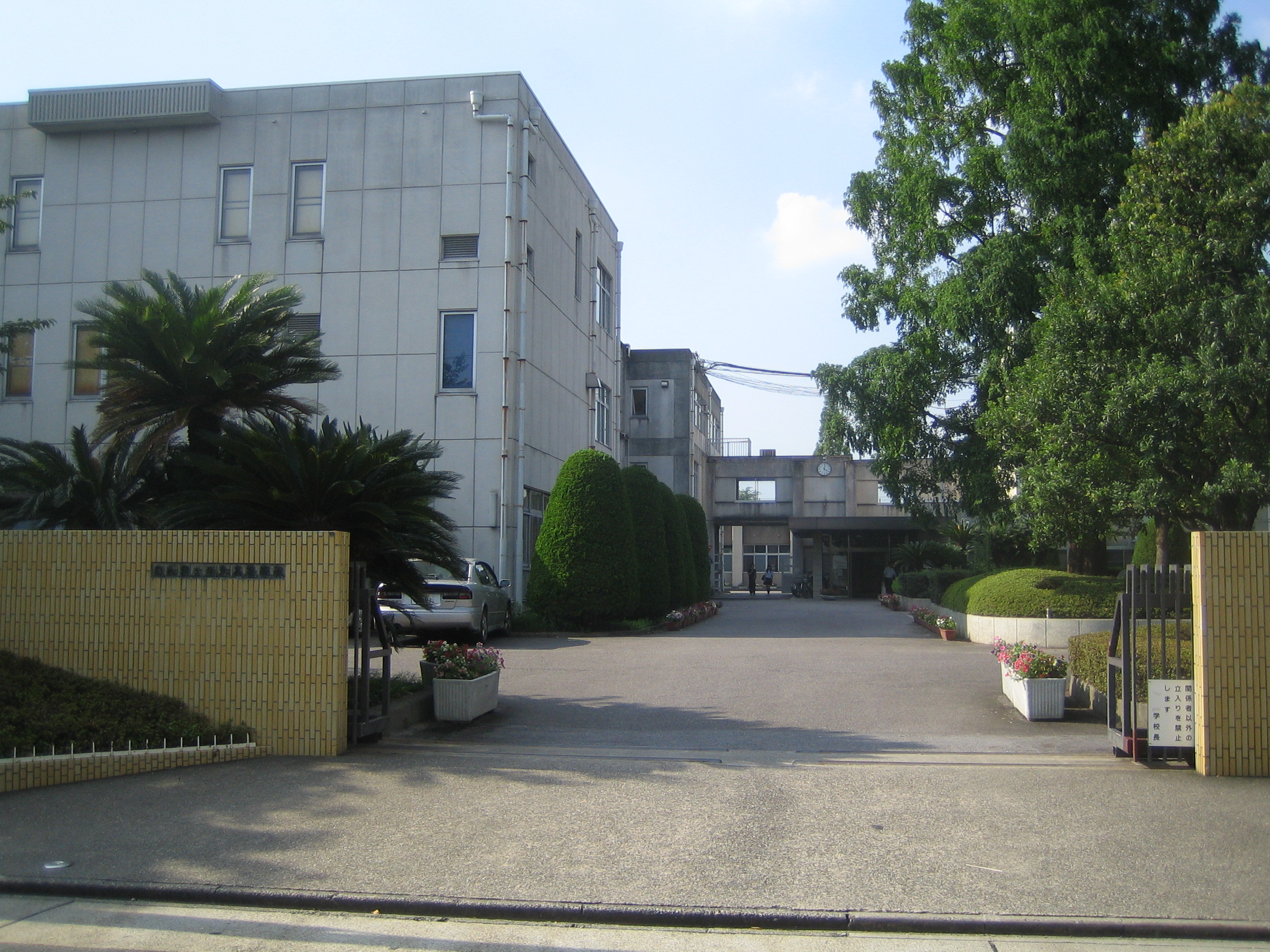
愛知県立明和高等学校

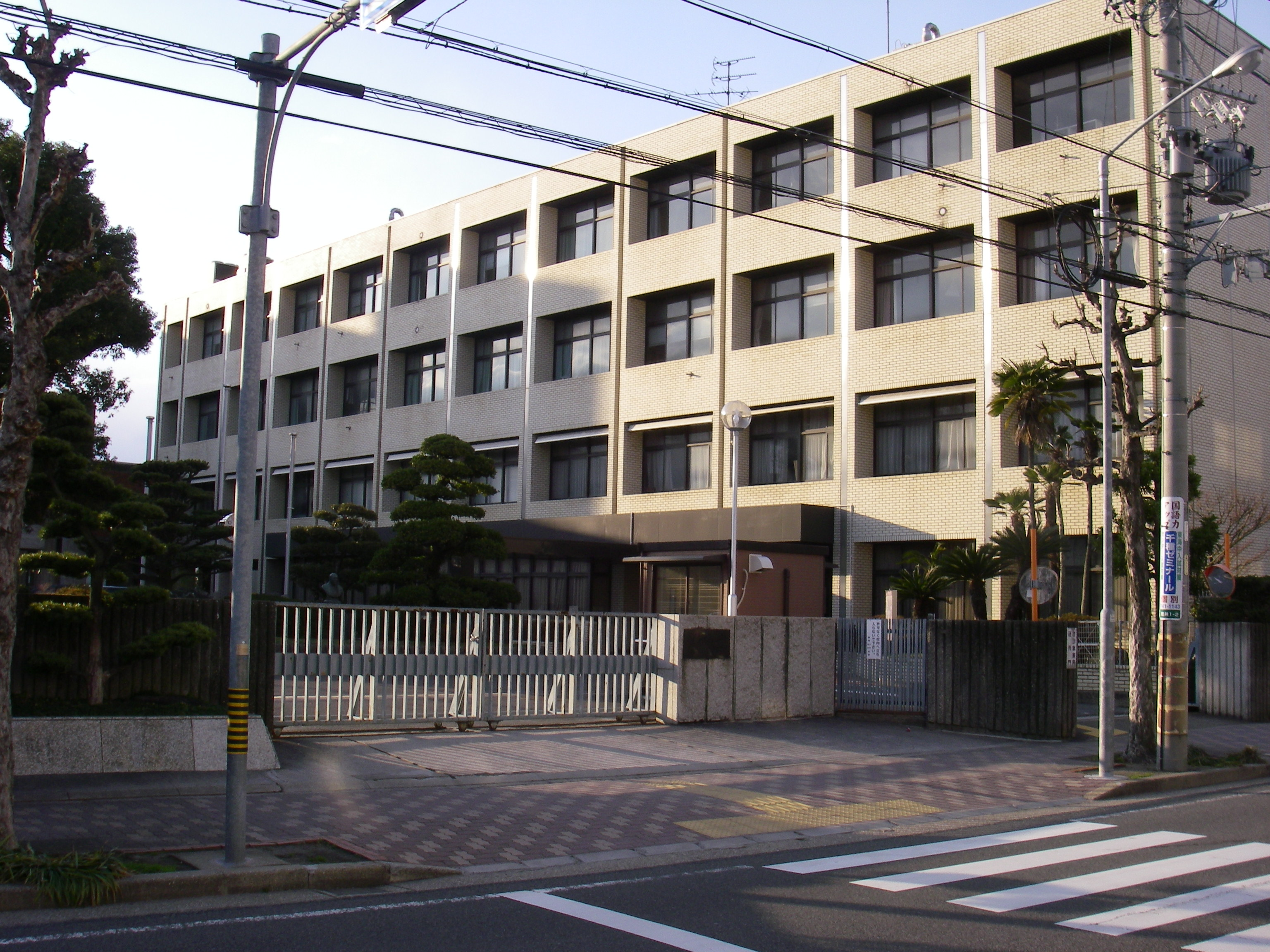
東海学園東海高等学校・中学校

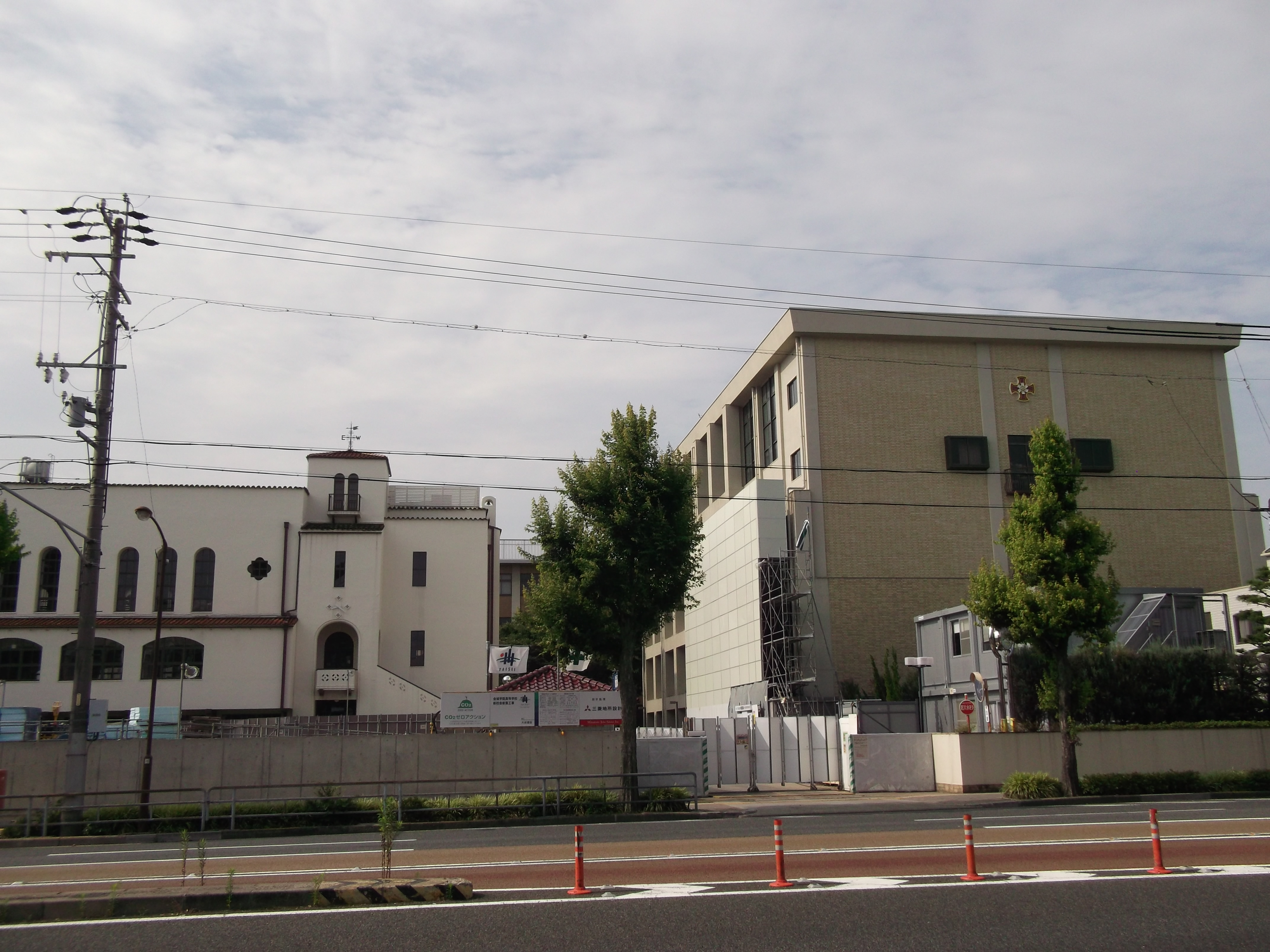
金城学院高等学校

東区の教育機関は高等学校を中心に質的な面・量的な面共に充実しているといえる。古くからの名古屋の市街地にあることから、そのルーツを尾張藩時代の藩校にまで遡ることができるなど、歴史を持つ学校が多い。一方で、第二次世界大戦後の復興時に急速に市街地として発展したことに対応し生まれた学校もある。また、名古屋市の市域の拡大により東区が名古屋市の都心部を構成する区となっていったことから、かつては東区に所在していたものの校地面積の確保などの面から他地域に移転していった教育機関も多数存在する。
名古屋市立の小学校・中学校については、太平洋戦争直後の時期（昭和20年代）に合併・分離が複雑に行われている学校があるが、これは名古屋大空襲により校舎が焼失した学校が多数あったこと、学制改革により戦前に母体となる学校がない新制中学校が作られたことにより、復興都市計画の中で用地確保を行う中で一時的に既存の校舎を新制中学校に割り当てるため小学校を合併させたなどの事情によるものである。
※記述に当たっては『東区史』他を参照した。

### 大学・短大
名古屋大学大幸キャンパスは第二次世界大戦中に発足しているが、これらの3キャンパスについては概ね戦後に現在地にて教育・研究活動が行われてきたと言える。
名城大学は東区と連携・協力に関する協定を結び、防災、歴史文化、まちづくり、生涯学習など多様な分野で相互に協力する。
国立
- 名古屋大学医学部保健学科（大幸キャンパス）

私立
- 愛知大学（車道キャンパス）
- 星槎大学（名古屋スクーリングキャンパス）
- 名城大学（ナゴヤドーム前キャンパス）
- 名古屋文化短期大学

その他
南山大学のサテライトキャンパス等がある。

### 専修学校
私立
- 菊武ビジネス専門学校 （高等課程併設）
- キクチ眼鏡専門学校
- 中京法律専門学校
- ナゴノ福祉歯科医療専門学校
- 名古屋ファッションビューティー専門学校
- 名古屋服飾専門学校
- 名古屋文化学園保育専門学校
- 布池外語専門学校
- ミス・パリエステティック専門学校名古屋校

### 高等学校
旭丘高等学校・明和高等学校はその設立の起源を尾張藩時代にまで遡ることができ、愛知県の公立高等学校の尾張学区において共にトップクラスに位置づけられている。私立校としては東海高等学校は明治期の設立であり、愛知県の私立高等学校としてトップクラスである。金城学院高等学校は同じく明治期にその起源を持ち、いわゆるSSKの一角を占める。
公立
- 愛知県立愛知商業高等学校
- 愛知県立旭丘高等学校
- 愛知県立旭陵高等学校
- 愛知県立明和高等学校
- 名古屋市立工芸高等学校

私立
- 金城学院 金城学院高等学校
- 至学館大学 至学館高等学校
- 東海学園 東海高等学校
- 名古屋学院 名古屋高等学校

### 中学校
名古屋市立の中学校については、学区内の小学校の進学先となっている。私立の3校についてはそれぞれ高等学校と中高一貫教育を行っている。
市立
- 名古屋市立冨士中学校
- 名古屋市立あずま中学校
- 名古屋市立桜丘中学校
- 名古屋市立矢田中学校

国立大学法人管轄
- 愛知教育大学附属名古屋中学校

私立
- 金城学院 金城学院中学校
- 東海学園 東海中学校
- 名古屋学院 名古屋中学校

### 小学校
明治期の義校や尋常小学校にそのルーツがある学校が多く見られる。
冨士中学校区
- 名古屋市立東桜小学校
- 名古屋市立山吹小学校
- 名古屋市立東白壁小学校

あずま中学校区
- 名古屋市立葵小学校
- 名古屋市立筒井小学校

桜丘中学校区
- 名古屋市立旭丘小学校
- 名古屋市立明倫小学校

矢田中学校区
- 名古屋市立矢田小学校
- 名古屋市立砂田橋小学校

国立大学法人管轄
- 愛知教育大学附属名古屋小学校

## 交通

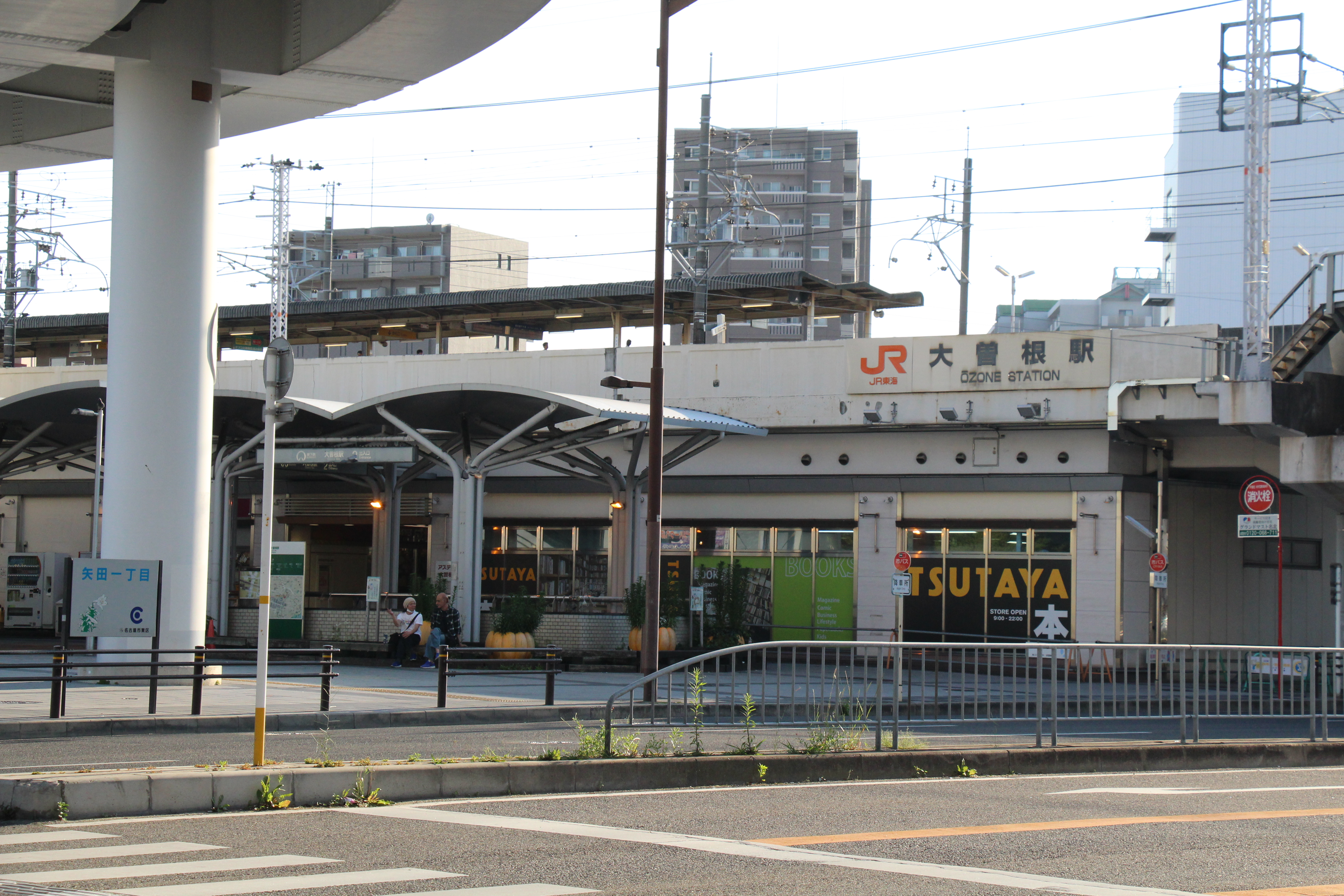
JR大曽根駅北口

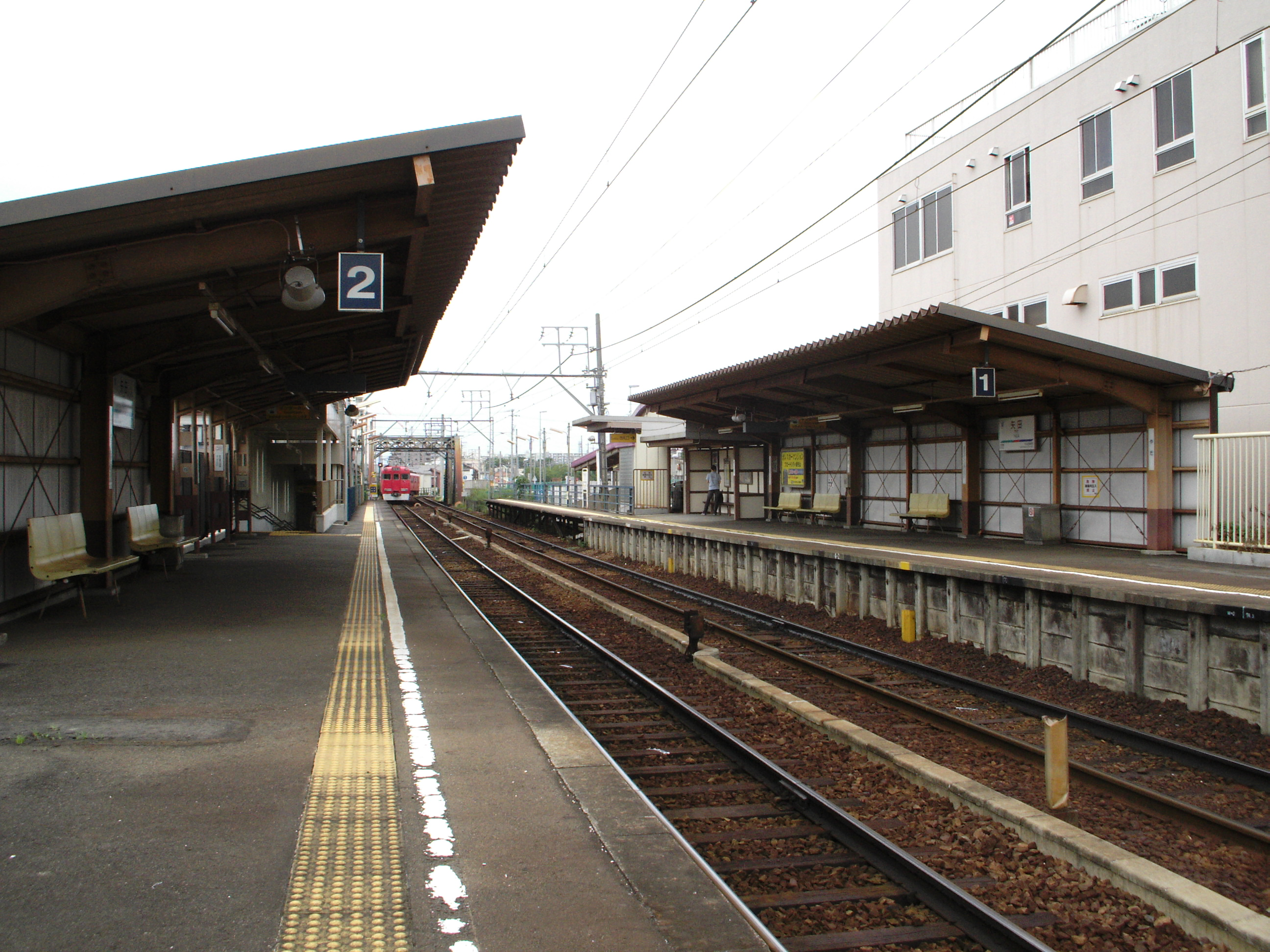
名鉄矢田駅ホーム

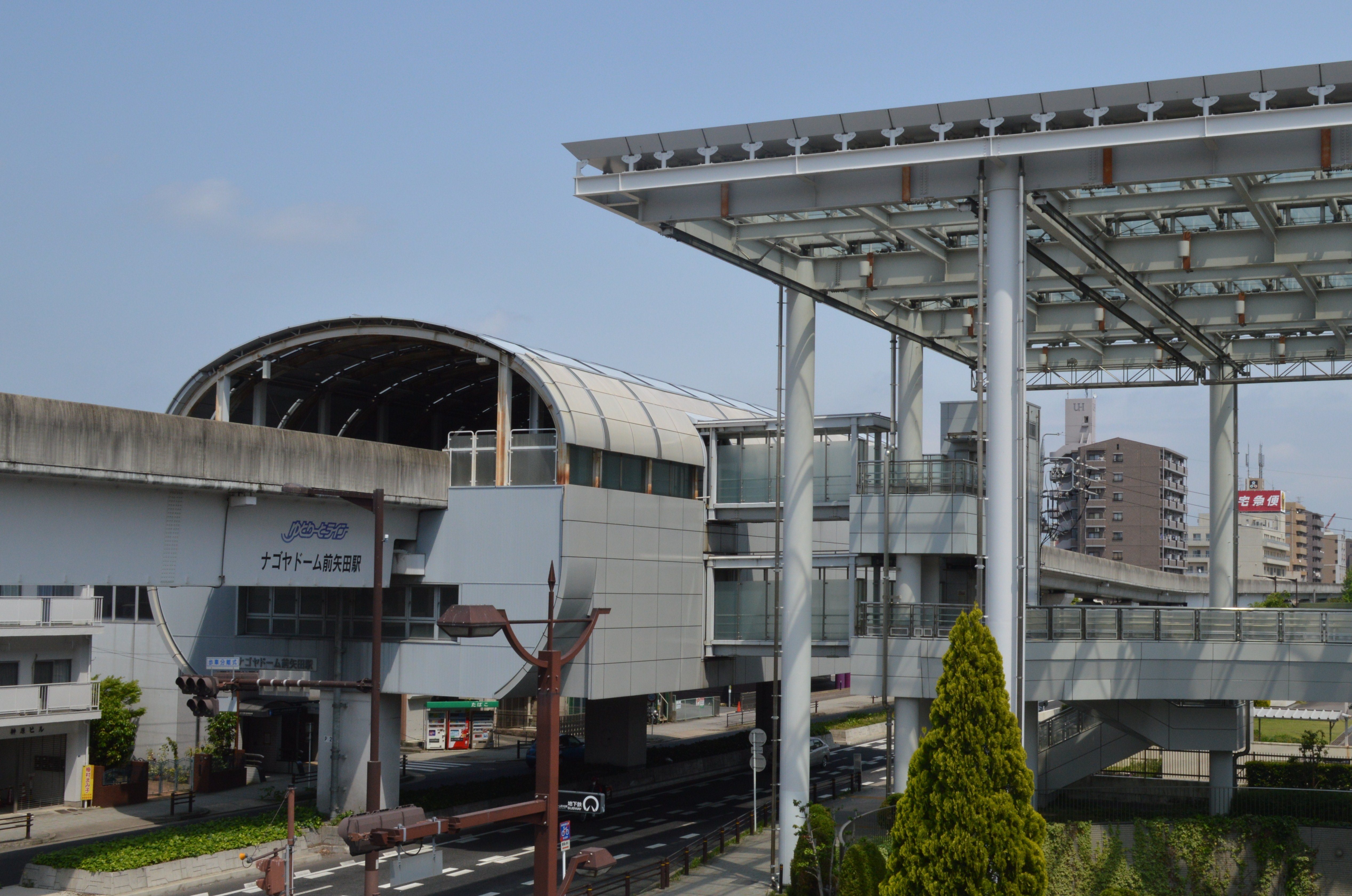
ナゴヤドーム前矢田駅

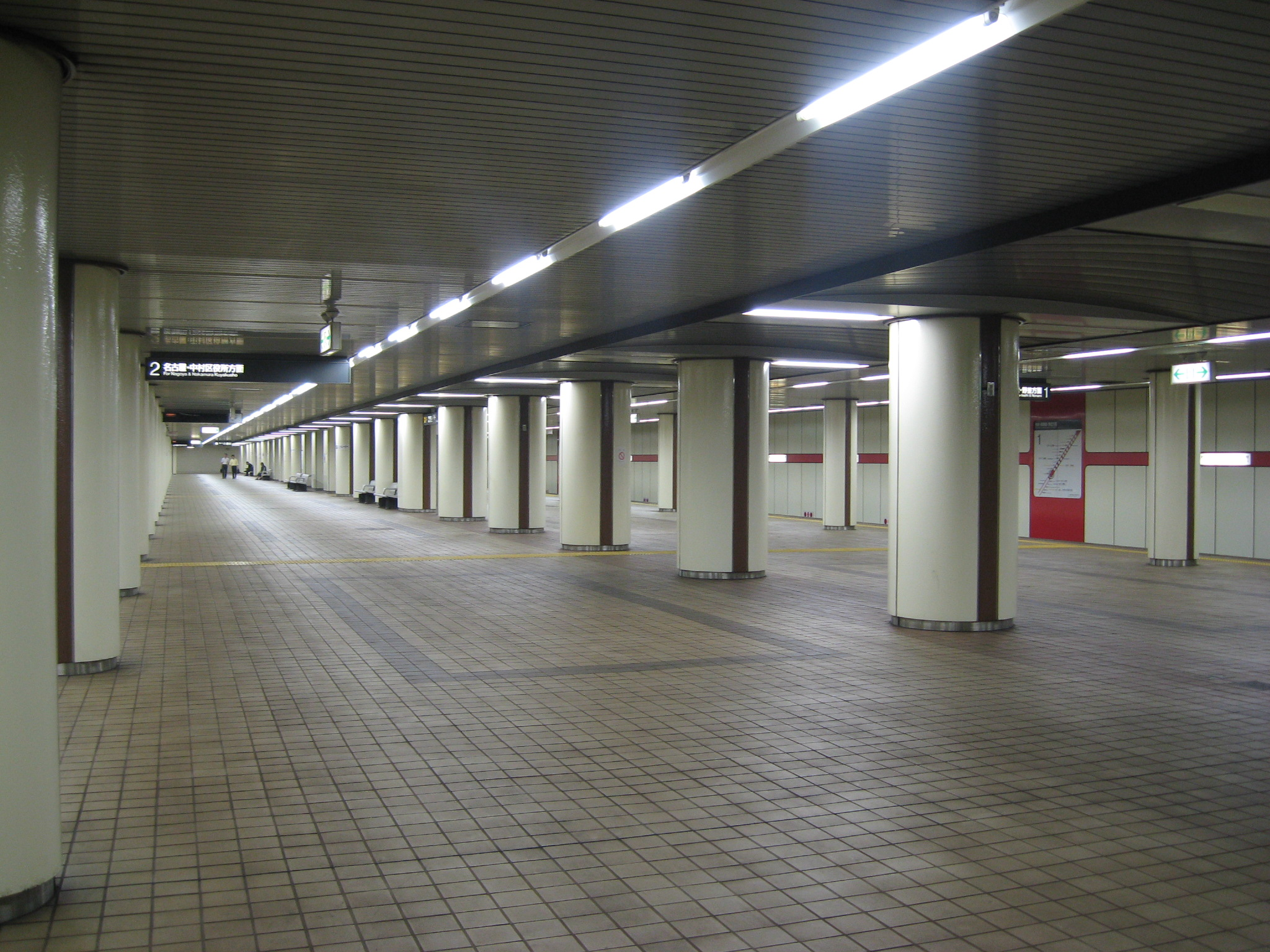
桜通線高岳駅ホーム

現在の東区は名古屋市の中心部に所在する区であり区域全域が市街地であるため、鉄道・道路などの交通網は名古屋市内の中でも充実しているといえる。ただし区内地域相互の行き来という観点から公共交通網を見た場合、所要時間や料金の面でやや使いづらい組合せがあることも事実である。

### 鉄道
東区内には名古屋市交通局・JR東海・名古屋鉄道・名古屋ガイドウェイバスの4事業者が合計6路線の鉄道路線を運行している。
2012年現在、名古屋市営地下鉄については運行されている6路線中3路線の駅が当区内にあり、駅数としては7駅である。この他にも栄駅・久屋大通駅（中区）・茶屋ヶ坂駅（千種区）など他の行政区所在でも利用可能な地下鉄駅もある。またJR東海の路線についても中央本線大曽根駅が区内にあり、同千種駅も千種区所在の駅ではあるが東区内の隣接地域（葵・筒井地区などの一部）では徒歩での最寄り駅としての利用が可能である。中央本線により春日井市・岐阜県多治見市方面へのアクセスが確保されている。名古屋鉄道は名鉄瀬戸線を守山区・尾張旭市・瀬戸市方面に運行している。また名古屋ガイドウェイバス（名古屋市・名古屋鉄道・ジェイアール東海バスなどが出資する第三セクター）は専用軌道を走行するガイドウェイバス志段味線（通称：ゆとりーとライン）を守山区の志段味地区方面に運行している。
このように東区から他地区へのアクセス手段としての鉄道は充実しているが、鉄道路線網の形状から、区内地域同士のアクセス手段として鉄道を捉えた場合には必ずしも利便性が良いわけではないことも事実である。名古屋市営バスなどにより補完される部分もあるが、一般にバス路線の時間帯あたりの本数は鉄道と比べて劣るほか、名古屋市の都心部であることから区内の道路は混雑した状況であることも多く定時性の面で不安もあり、移動手段として使いづらい面もある。
区役所は地下鉄桜通線の車道駅が最も近いが、区内のどの駅からも距離がある。
 事業供用されている路線および駅 
東海旅客鉄道（JR東海）
■ 中央本線：（名古屋市千種区） - 大曽根駅 -（名古屋市守山区）
名古屋鉄道（名鉄）
■ 瀬戸線：栄町駅※3-（中区・北区※4）-森下駅 - 大曽根駅 - 矢田駅 -（名古屋市守山区）
名古屋市交通局（名古屋市営地下鉄）
■ 東山線：（名古屋市中区）- 新栄町駅 - 千種駅※1 -（名古屋市千種区）
■ 桜通線：（名古屋市中区）- 高岳駅 - 車道駅 -（名古屋市千種区）
■ 名城線：（名古屋市北区）- 大曽根駅※2 - ナゴヤドーム前矢田駅 - 砂田橋駅 -（名古屋市千種区）
名古屋ガイドウェイバス
■ ガイドウェイバス志段味線：大曽根駅 - ナゴヤドーム前矢田駅 - 砂田橋駅 -（名古屋市守山区）
※1.地下鉄千種駅は東区所在、JR千種駅は千種区所在となる。
※2.地下鉄名城線の西半分は北区所在となる。
※3.名古屋鉄道サイトでは住所について「東区東桜一丁目12番先」としているが、実際の駅施設は中区の森の地下街（栄北地下街）に位置し、地下鉄の栄駅及び久屋大通駅（中区）との乗換が可能である。
※4.この間の東大手駅・清水駅・尼ヶ坂駅の3駅は東区外に所在するが、名鉄瀬戸線が区境周辺を走っていることから東区の隣接地域（町丁名では白壁・芳野など）において利用可能である。

### バス

#### 路線バス
- 名古屋市営バス
- 名鉄バス
  - 基幹バス

交通広場
- 大曽根交通広場（北区との境目）

### 道路

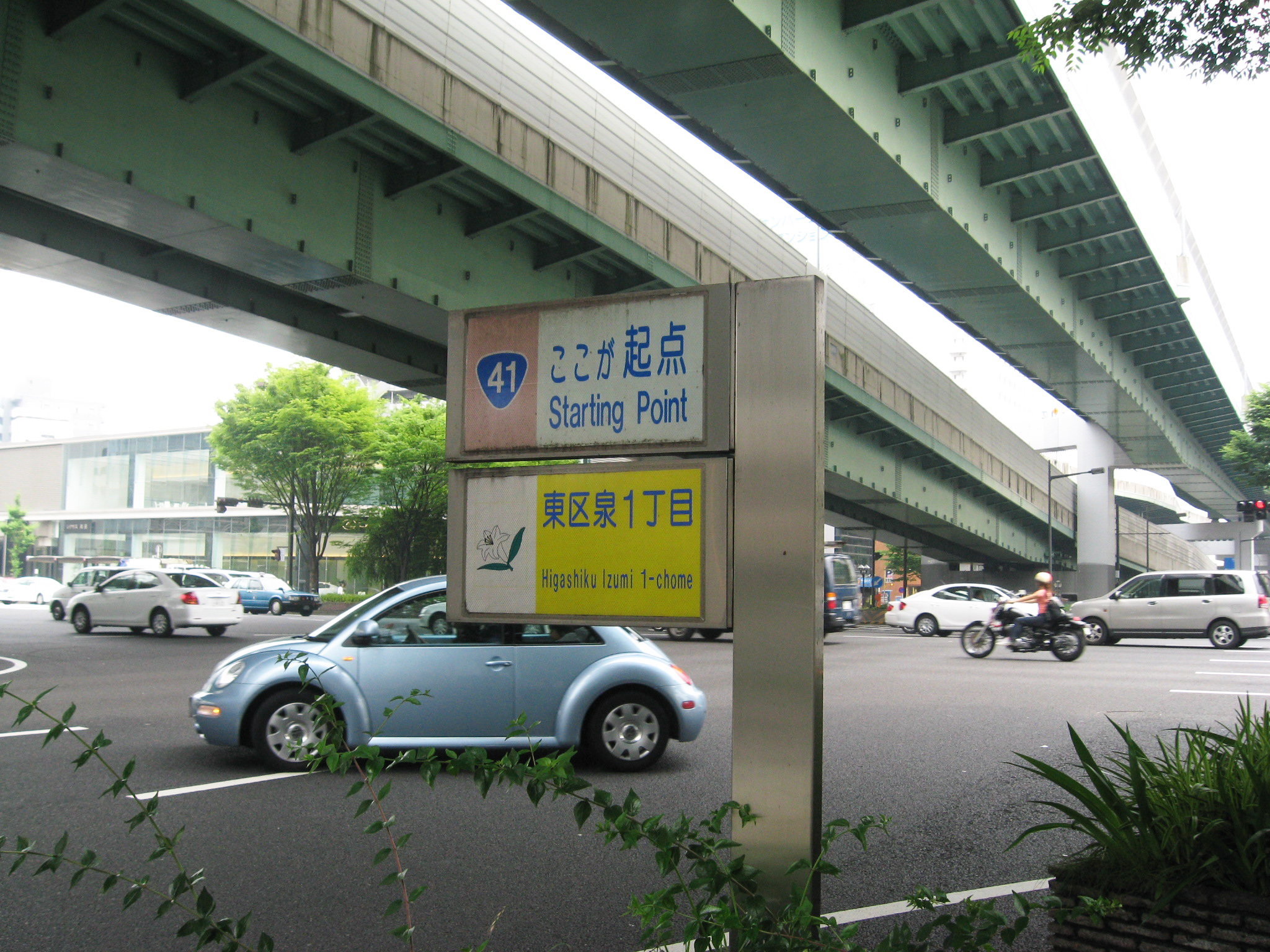
国道41号起点標識（高岳交差点） 画面上部は名古屋高速都心環状線

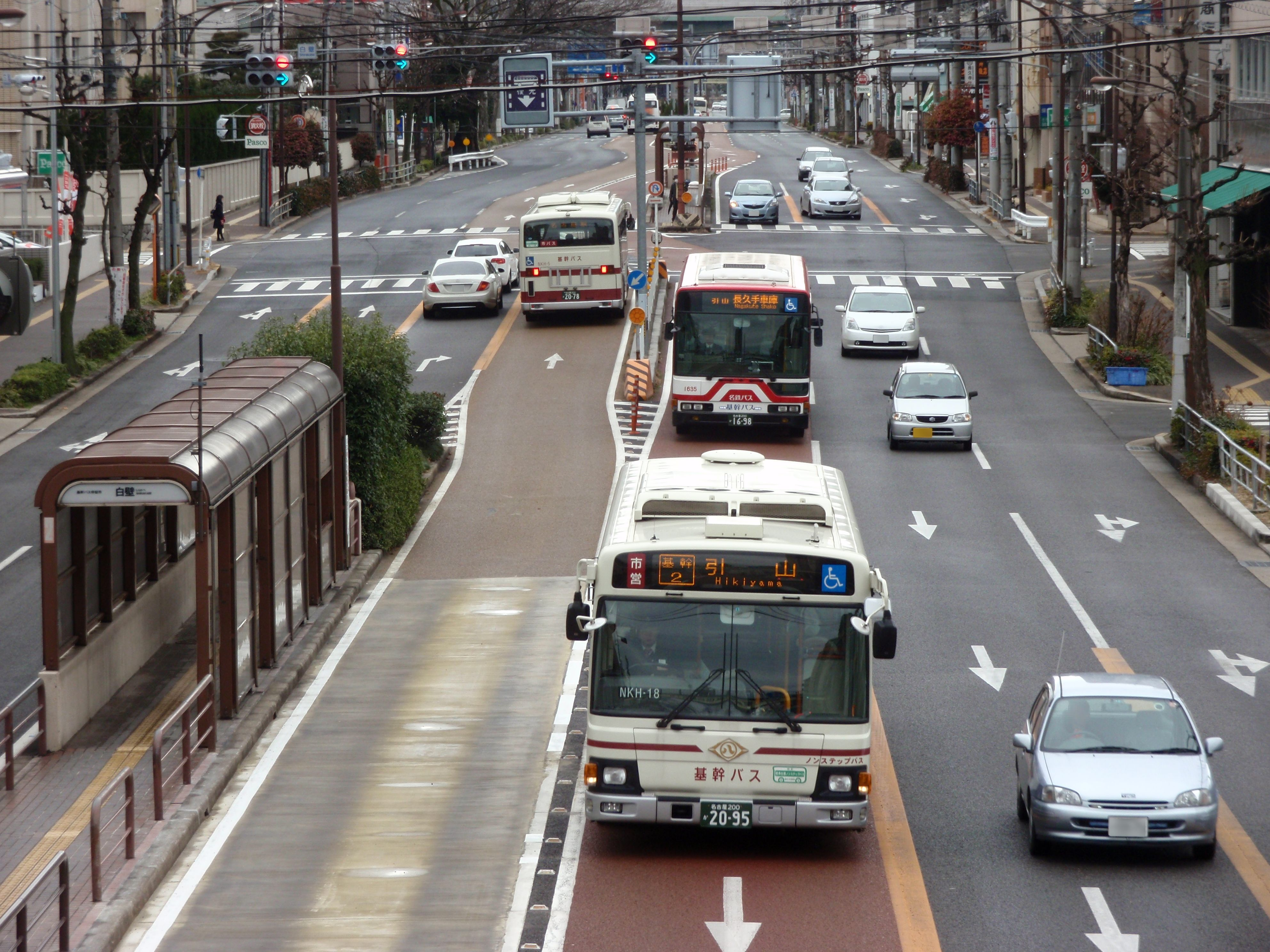
県道215号田籾名古屋線 基幹バス新出来町線・区内白壁停留所付近（2012年2月）

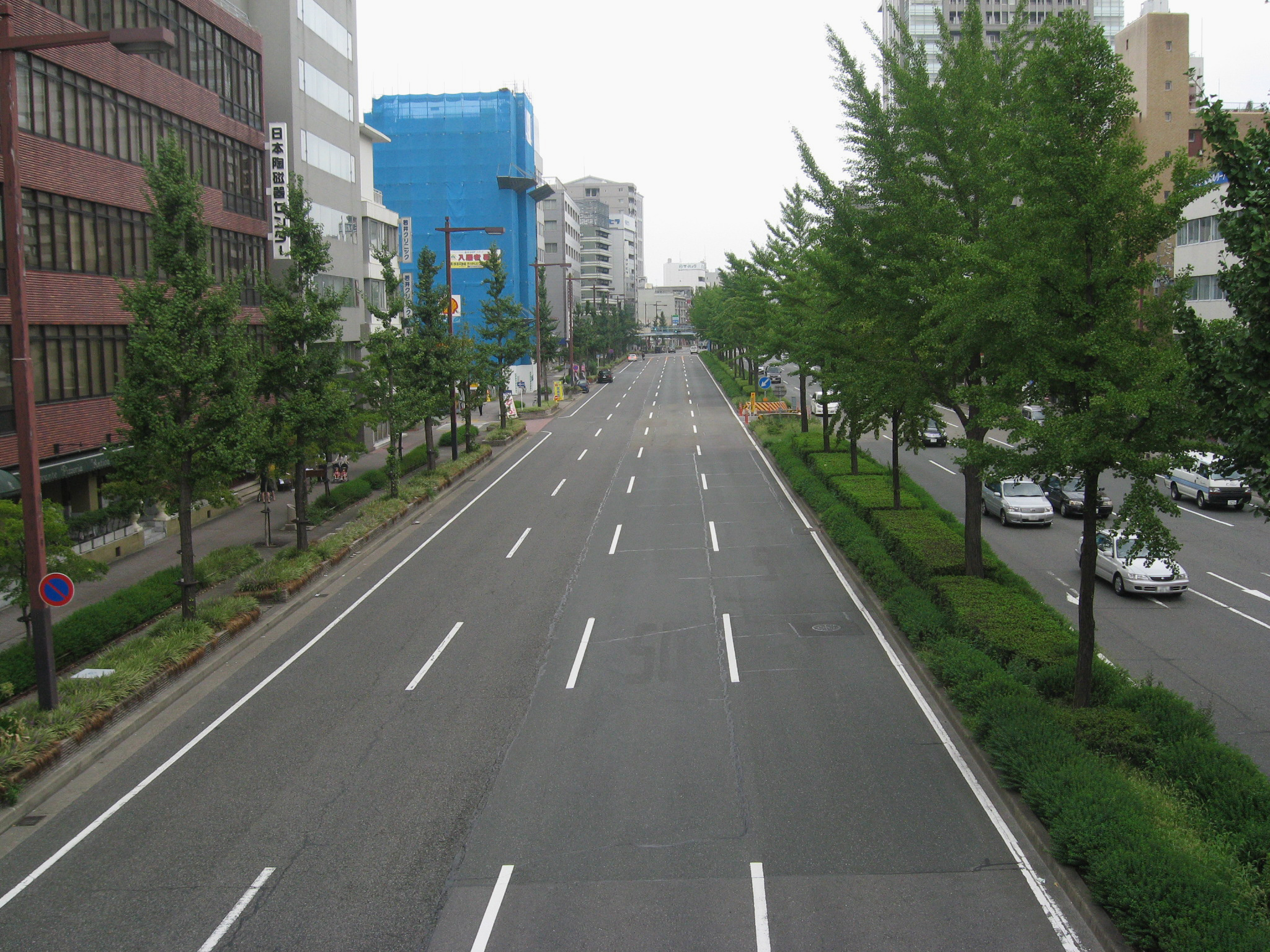
桜通・区内布池交差点付近 （市道都通布池線部分・2007年9月）

東区内の幹線道路は道路網として整備がなされている。生活道路については、かつて同心・足軽などの武家屋敷があった地域（主に筒井小学校区内の百人町・黒門町地域）において細い道や行き止まりの道が残されている場合もあったが、区画整理により整備が進められ大部分が解消した。
国道41号、国道153号についてはそれぞれ東区内に起点が存在する。国道41号は高岳交差点、国道153号は小川交差点が起点である。
愛知県道215号田籾名古屋線については、東区内の全線にわたって基幹バス新出来町線が走行する。基幹バスは一般道路にバス専用・優先レーンを設けることによってバス車両の表定速度や時間あたり運行本数を向上させ、輸送能力（輸送時間面・輸送量面とも）を向上させることを狙ったものである。この沿線は鉄道網の空白地域であったため、路線整備の効果も高かった。詳細は「基幹バス (名古屋市)」を参照。

#### 高速道路
- 名古屋高速道路
  - 都心環状線 - 東新町出口
  - 1号楠線 - 東片端入口
  - 東片端ジャンクション - 都心環状線・1号楠線交点

#### 国道
- 国道19号（桜通の一部）
- 国道41号（空港線）
- 国道153号

#### 県道
主要地方道
- 愛知県道15号名古屋多治見線（環状線の一部・瀬戸街道の一部）
- 愛知県道30号関田名古屋線
- 愛知県道60号名古屋長久手線（広小路通） - 区内葵三丁目にてわずかに接する
- 愛知県道61号名古屋瀬戸線（瀬戸街道） - 区内全域にわたって愛知県道15号名古屋多治見線と重複
- 名古屋市道堀田高岳線（空港線）
- 名古屋市道名古屋環状線（環状線）
- 名古屋市道都通布池線（桜通）

一般県道
- 愛知県道215号田籾名古屋線（出来町通）
- 愛知県道216号大曽根停車場線

#### 幹線道路通称名
それぞれ、西側から東側、北側から南側に順に記述する。
＜南北の道路＞
- 久屋大通
- 空港線
- 環状線

＜東西の道路＞
- 瀬戸街道
- 出来町通
- 外堀通
- 桜通
- 錦通
- 広小路通

## 観光

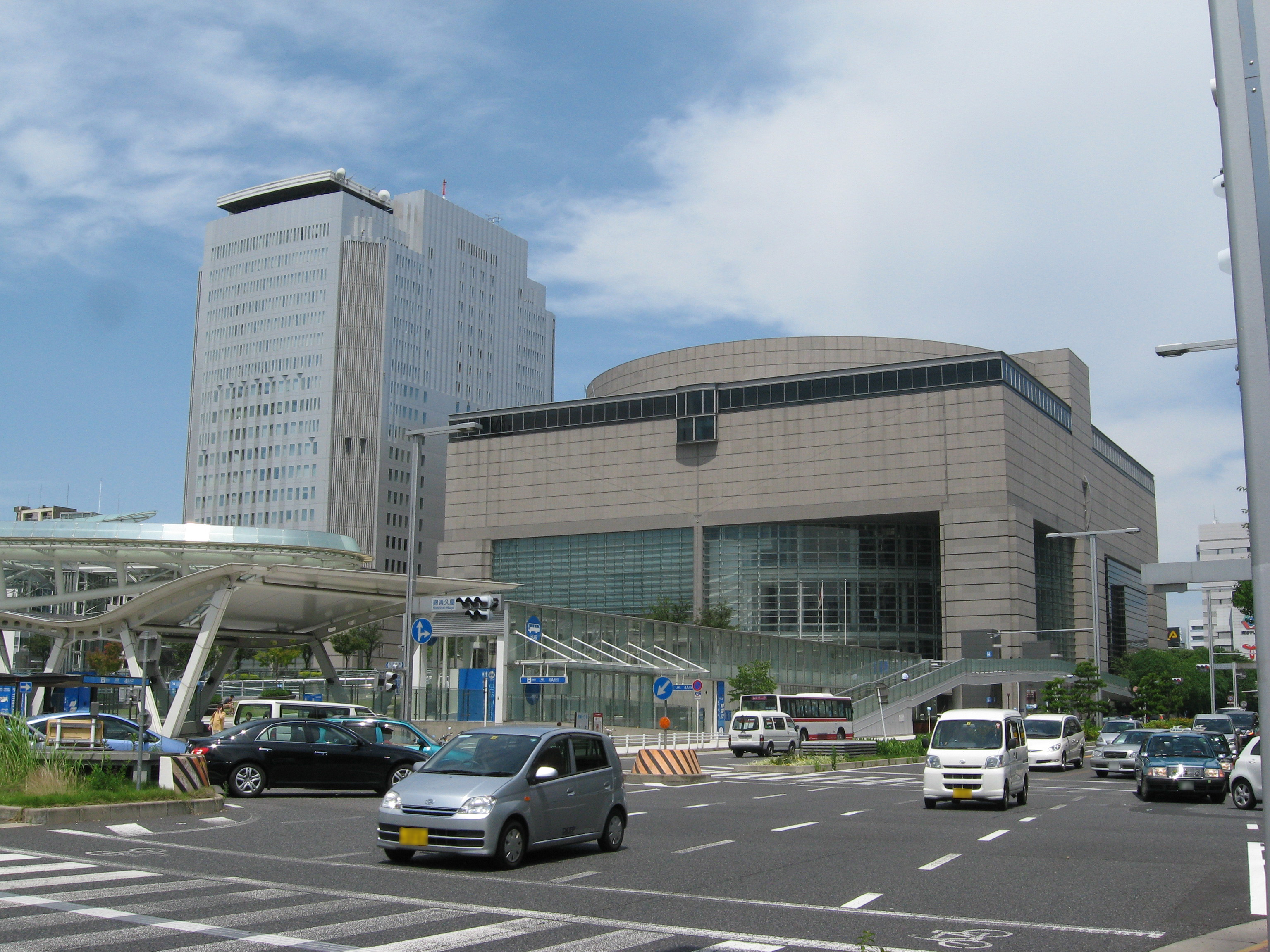
愛知芸術文化センター（右） オアシス21「水の宇宙船」（左手前） NHK名古屋放送センタービル（左奥）

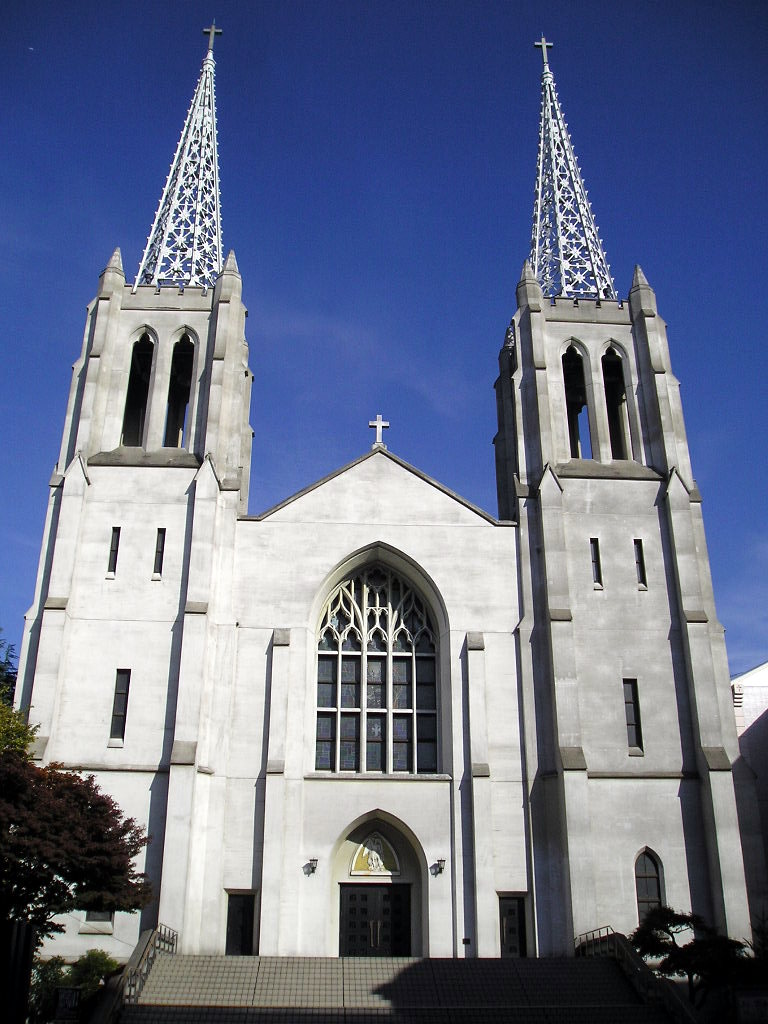
カトリック布池教会

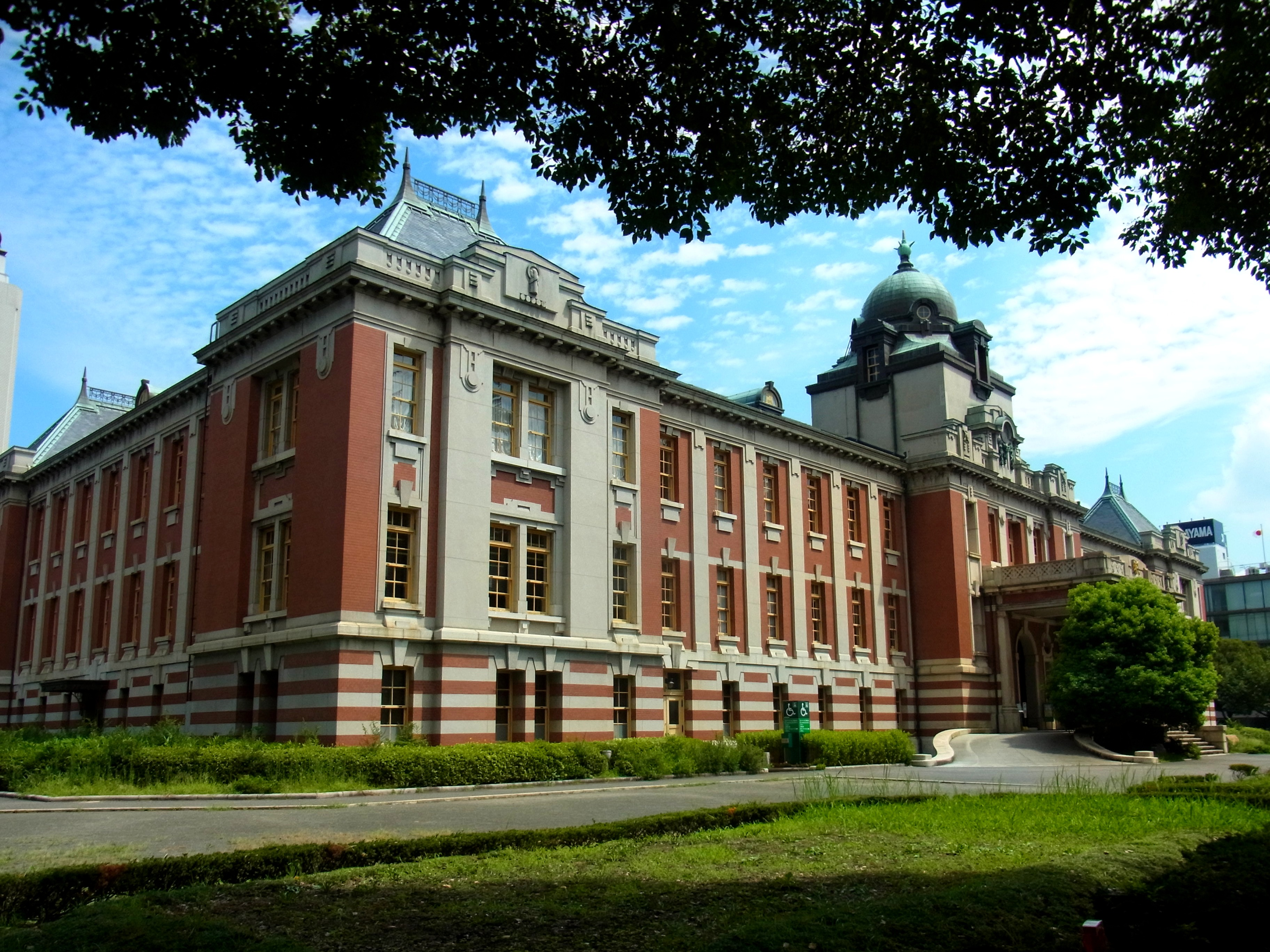
名古屋市市政資料館

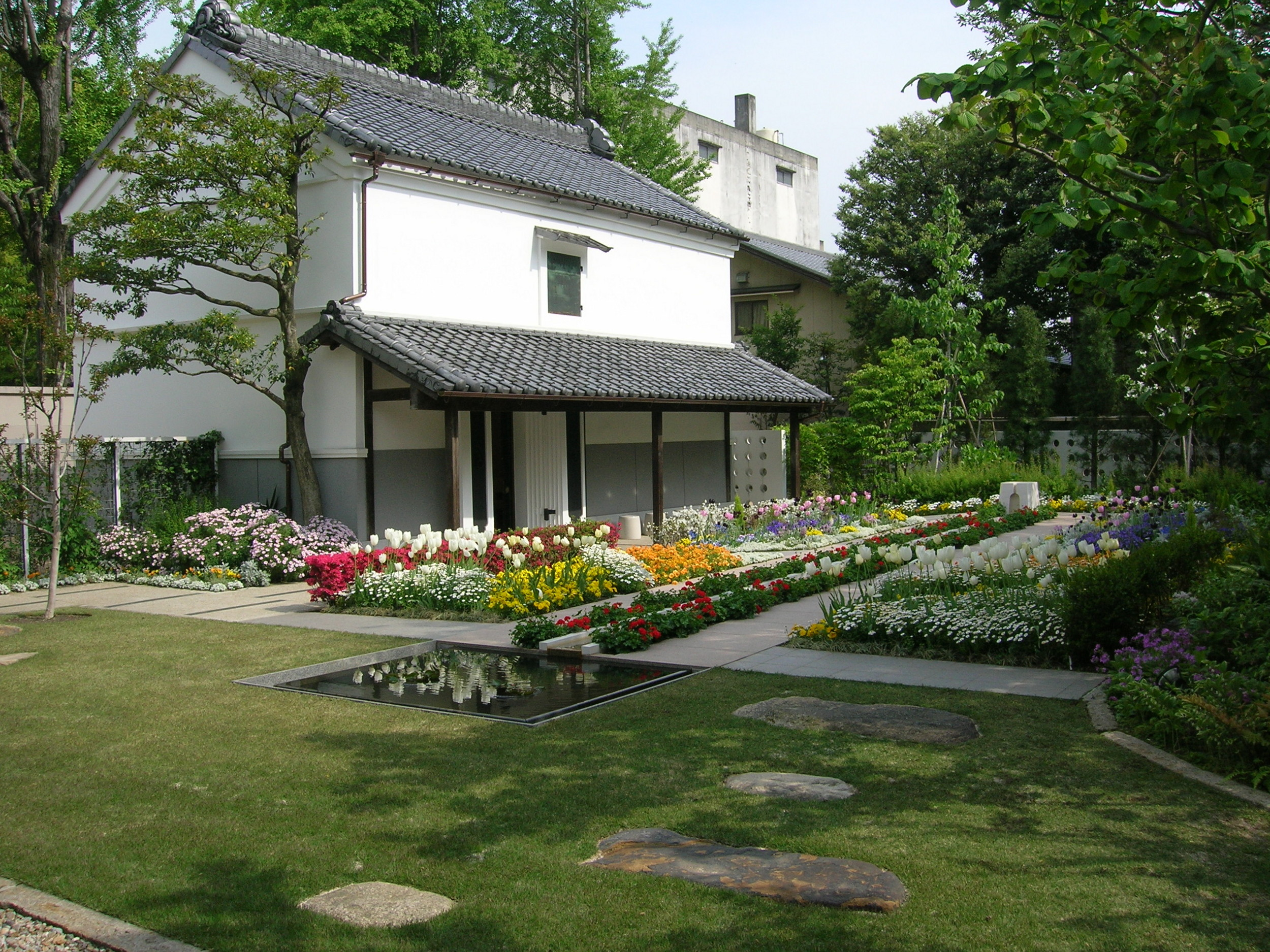
文化のみち百花百草（土蔵・庭園）

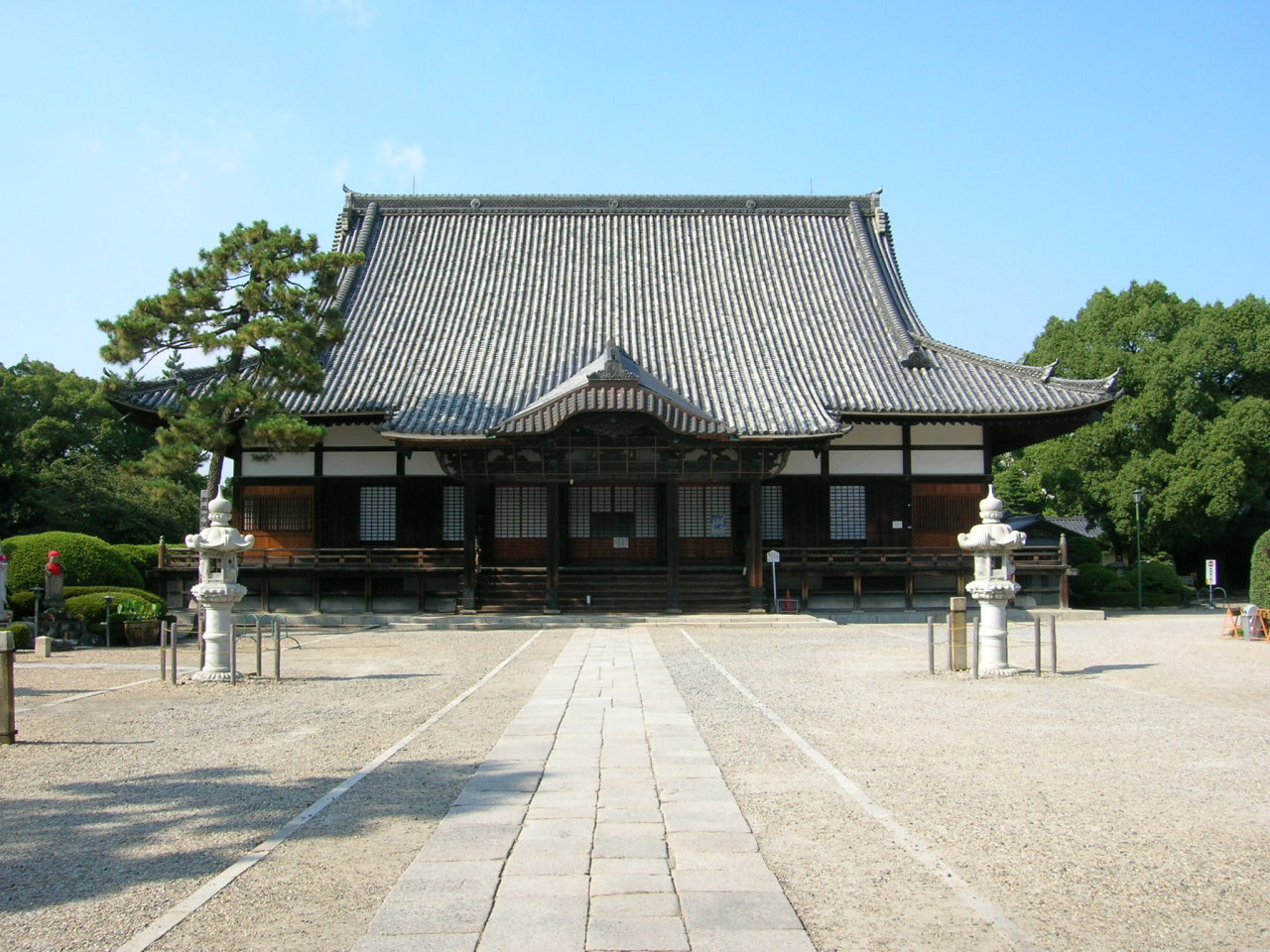
建中寺

### 名所･旧跡
主な城郭
東区内には城郭･城跡は存在しないが、名古屋城の東に当たることもあり、かつては中級武士の武家屋敷が建ち並んでいた。
現在でも、主税町長屋門、徳源寺、覚音寺、情妙寺、自然院など、風格ある門や塀が多く、明治以降の優れた洋風建築や和風建築が残る。
主な寺院
- 含笑寺
- 建中寺
- 照遠寺
- 眞柳寺
- 長久寺
- 長母寺
- 徳源寺
- 本住寺
- 妙泉寺
- 妙道寺

主な神社
- 赤塚神明社
- 片山神社
- 片山八幡神社
- 七尾天神社
- 物部神社
- 六所神社

### 観光スポット
町の歩みを反映して、区内には江戸時代にまでそのルーツを遡るスポットから明治・大正時代からのスポット、再開発などにより生まれた現代的なスポットまでが混在している。本節における施設名の後のカッコ内は当該施設が所在する町丁である。
愛知県芸術劇場・愛知県美術館・愛知県文化情報センターが入居する愛知芸術文化センター、バスターミナル・ショッピングモール・公園の複合施設オアシス21・NHK名古屋放送局（いずれも東桜一丁目）の3施設は再開発によりその敷地を入れ替える形で建設されたものである。旧栄公園跡地に愛知芸術文化センター・NHK名古屋放送センタービルが建設され、これらの旧施設跡地がオアシス21として整備された。
名古屋市芸術創造センター（葵一丁目）は隣接する名古屋東生涯学習センターと共に名古屋法務局跡地に建設された劇場・コンサートホール施設である。その近隣には愛知・岐阜・富山・石川・福井の5県を管轄するカトリック名古屋教区の司教座聖堂（カテドラル）であるカトリック布池教会（葵一丁目）、ヤマザキマザック美術館（葵一丁目）といった施設もある。他には日本プロ野球の中日ドラゴンズが本拠地としているナゴヤドーム（バンテリンドーム ナゴヤ。大幸南一丁目）も東区内に所在している。
東区内にはまた、名古屋の近代化の歴史を伝える建造物などが残る地域の総称である「文化のみち」関連施設の大部分が、白壁・主税・橦木町並み保存地区を中心に所在している。文化のみちについては詳細は文化のみちを参照。
国の重要文化財に指定されている旧名古屋控訴院地方裁判所区裁判所庁舎を資料館として活用する名古屋市市政資料館（白壁一丁目）、明治時代の女優川上貞奴の旧邸（旧東二葉町にあった「二葉御殿」）を移築復元した文化のみち二葉館（撞木町三丁目）、旧井元為三郎邸を名古屋市が取得し耐震改修等の整備を行った上で公開した文化のみち橦木館（撞木町二丁目）、岡谷鋼機創業家の岡谷家の邸宅について大正期の書院・茶室・土蔵等を改修し休息用のホールを新築して開館した文化のみち百花百草（白壁四丁目）、名古屋市に現存するカトリック教会としては最古であり一般には聖母教会の名で呼ばれることも多いカトリック主税町教会（主税町三丁目）、堀美術館（主税町四丁目）といった施設が町並み保存地区に所在している。
国道19号（善光寺街道）沿いには、かつて名古屋陶磁器貿易商工同業組合の事務所として使用されていたスクラッチタイル貼りの外観を持つ建築物である名古屋陶磁器会館（徳川一丁目）などの施設が所在している。さらにその東に位置する筒井地区には尾張徳川家の菩提寺であり歴代藩主が弔われていた建中寺（筒井一丁目）があり、その北側地域には尾張藩第2代藩主徳川光友の隠居所である大曽根御屋敷跡地が日本庭園として整備された徳川園（徳川町）が位置する。徳川園の敷地内には日本庭園部分の他に尾張徳川家の所蔵品をそのベースとしている徳川美術館・名古屋市蓬左文庫があり、国宝源氏物語絵巻（徳川美術館）、尾州家本源氏物語（蓬左文庫）などの著名な資料が収められている。
これらの施設を中心として、名古屋市教育委員会と東区役所で選定した東区内の史跡を徒歩で巡るルートが「東区史跡散策路」であり、次の5ルートがある。これらについての詳細は東区公式サイトを参照。
- 武家屋敷散策コース
白壁・主税町の町並み保存地区（禄高三百石級の組頭の武家屋敷）と百人町・黒門町地区（筒井小学校区内）の同心・足軽など（禄高百石級）の武家屋敷があった地域を中心に巡るコース。
コース全長約5.5km、所要時間約3.5時間。
- 寺町めぐりコース
清洲越による街づくりにおいて寺院が集中して配置された寺町地区や、建中寺・高岳院など尾張徳川家ゆかりの寺院などを中心に巡るコース。
コース全長約5.8km、所要時間約4時間。
- 街道めぐりコース
区内を通る飯田街道（別名：駿河街道・岡崎街道・伊那街道）や善光寺街道（別名：下街道）周辺の史跡を巡るコース。
コース全長約5.2km、所要時間約2.5時間。
- 森と坂道散策コース
東区西部北側の名古屋台地北端の坂道を歩きつつ周辺の史跡を訪ね、徳川園を抜けるコース。
コース全長約5.6km、所要時間約3.5時間。
- 矢田川散策コース
矢田川沿いの集合住宅群や河川敷公園などを中心に巡るコース。
コース全長約5.5km、所要時間約2.5時間。

## 文化･名物

### 祭事･催事
主な祭事
- 筒井町天王祭
- 出来町天王祭

### スポーツ
スポーツチーム
| チーム                         | スポーツ         | リーグ             | 本拠地                            | 設立   |
| ------------------------------ | ---------------- | ------------------ | --------------------------------- | ------ |
| 中日ドラゴンズ                 | 野球             | セントラル・リーグ | ナゴヤドーム                      | 1936年 |
| 名古屋ダイヤモンドドルフィンズ | バスケットボール | Bリーグ            | ドルフィンズアリーナ              | 1950年 |
| 三菱電機コアラーズ             | バスケットボール | Wリーグ            | 三菱電機名古屋製作所 名古屋体育館 | 1956年 |
| トヨタ自動車アンテロープス     | バスケットボール | Wリーグ            | 千種スポーツセンター              | 1963年 |

## 出身･関連著名人
- 赤尾敏（政治活動家、大日本愛国党設立者）
- 大川隆法（宗教家、幸福の科学総裁）
- 海部俊樹 （政治家、元内閣総理大臣）[12]
- 河村たかし（名古屋市長。東区古出来にて出生）
- 草薙航基（宮下草薙。静岡県磐田市生まれ、3歳から18歳まで住んでいた）
- 竹下景子（女優）
- 山田耕平（歌手、元青年海外協力隊隊員）

### マスコット
- いやしす - オアシス21のマスコットキャラクター